# Arquitectura colonial francesa

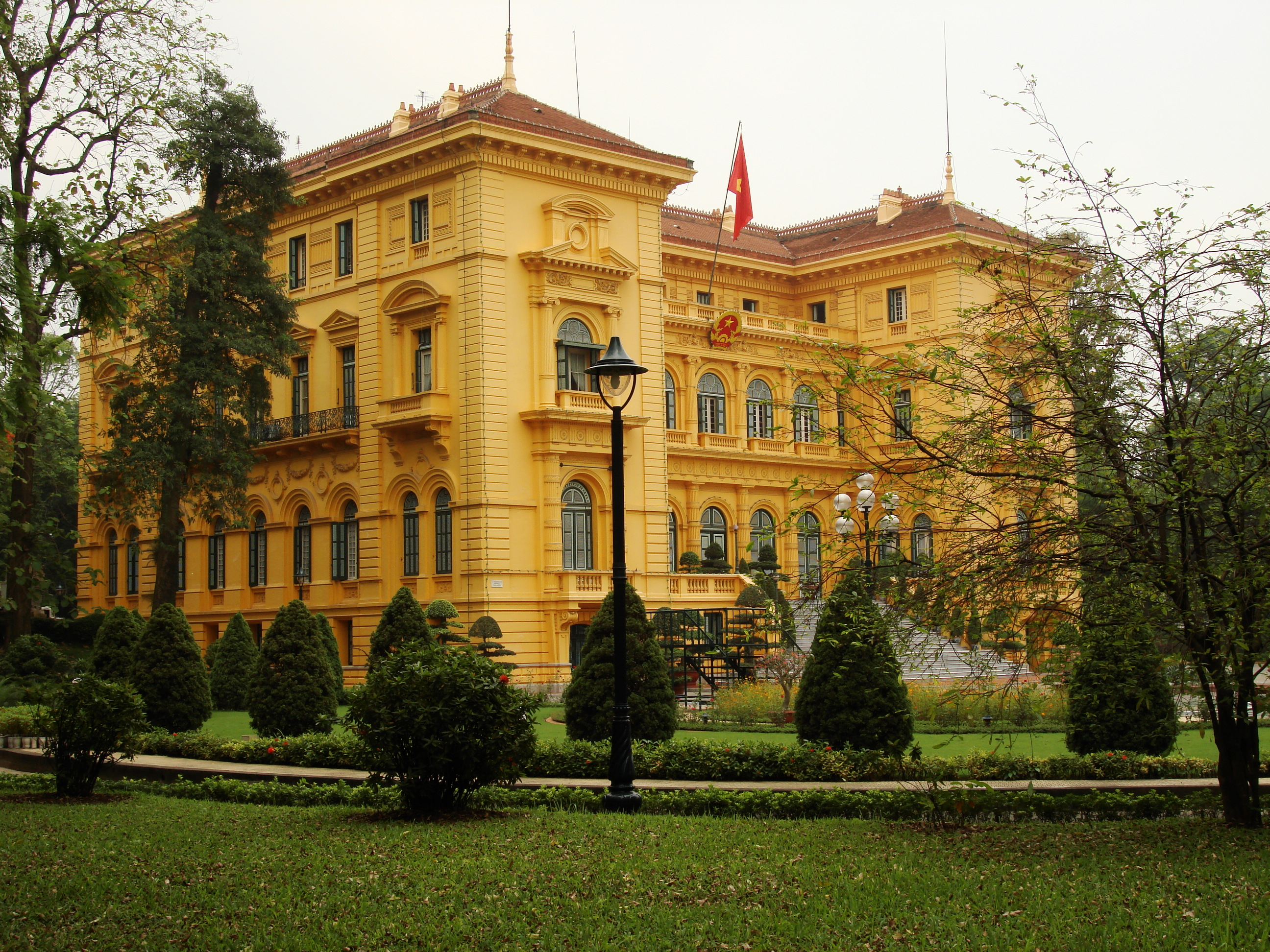
El Palacio Presidencial de Vietnam en Hanói, fue construido entre 1900 y 1906 para albergar al gobernador general francés de la Indochina francesa.

La arquitectura colonial francesa describe varios estilos de arquitectura utilizados por los franceses durante la colonización. Muchas antiguas colonias francesas, especialmente las del sudeste asiático, se han mostrado anteriormente reacias a promover su arquitectura colonial como un activo para el turismo; sin embargo, en los últimos tiempos, la nueva generación de autoridades locales ha "abrazado" la arquitectura y ha comenzado a publicitarla. La arquitectura colonial francesa tiene una larga historia, comenzando en América del Norte en 1604 y siendo más activa en el hemisferio occidental (Caribe, Guayana, Canadá, Luisiana) hasta el siglo XIX, cuando los franceses centraron su atención más en África y Asia.

## En Canadá
Los asentamientos franceses en Canadá se remontan desde mediados del siglo XVI hasta la derrota francesa en la Guerra de los Siete Años, donde la Nueva Francia fue anexada por la Corona Británica después del Tratado de París de 1763. Los asentamientos en las regiones eran extensos, por lo que el abundante legado arquitectónico de ese período se muestra particularmente en la Ciudad de Quebec, pero también en la ciudad de Montreal, que tiene una población franco-canadiense significativa. La mayoría de los edificios construidos durante el período colonial francés utilizaron una estructura de madera pesada de troncos instalados verticalmente sobre una solera basal, poteaux-sur-sol, o en la tierra, poteaux-en-terre. Se utilizó un relleno de mortero de cal o arcilla mezclada con piedras pequeñas (perforación) o una mezcla de barro, musgo y pelo de animal (bousillage) para empacar entre los troncos. Muchas veces, el relleno se reemplazaría más tarde con ladrillo. Este método de construcción se utilizó en el País de los Ilinueses y en Luisiana. Las características generales de una vivienda colonial francesa incluyen un sótano elevado que sostendría el piso de la vivienda principal de la casa. Las escaleras exteriores fueron otro elemento común; las escaleras a menudo subían a una veranda o "galería" distintiva, de cuerpo entero, en la fachada de una casa. El techo de la veranda era normalmente parte del techo general. Los tejados coloniales franceses eran a cuatro aguas con buhardillas, o a dos aguas. A menudo se accede a la veranda o galería a través de puertas francesas. Las casas coloniales francesas en el sur de Estados Unidos comúnmente tenían paredes exteriores estucadas.

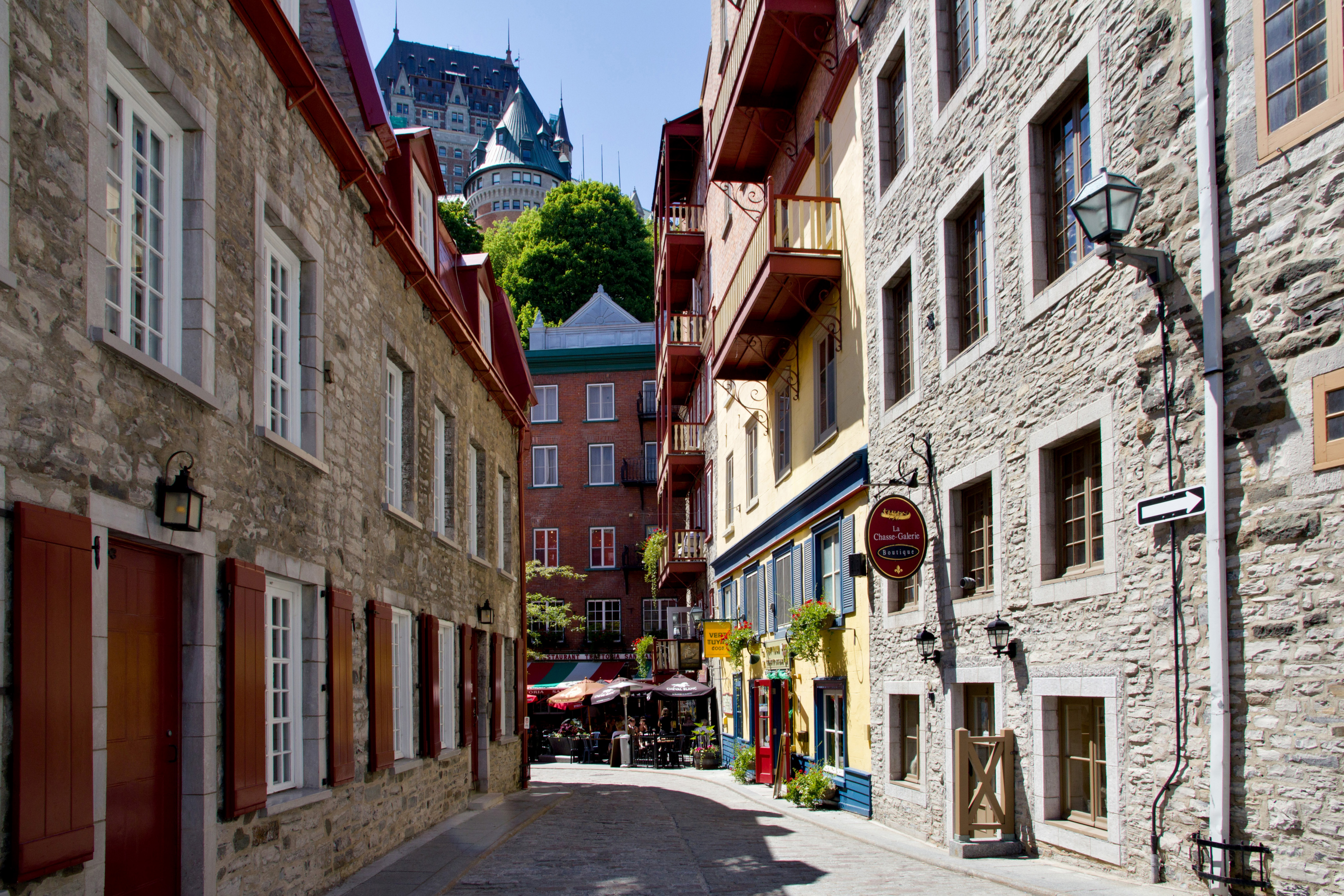
La Ciudad de Quebec presenta probablemente el mejor ejemplo de arquitectura colonial francesa en América del Norte.
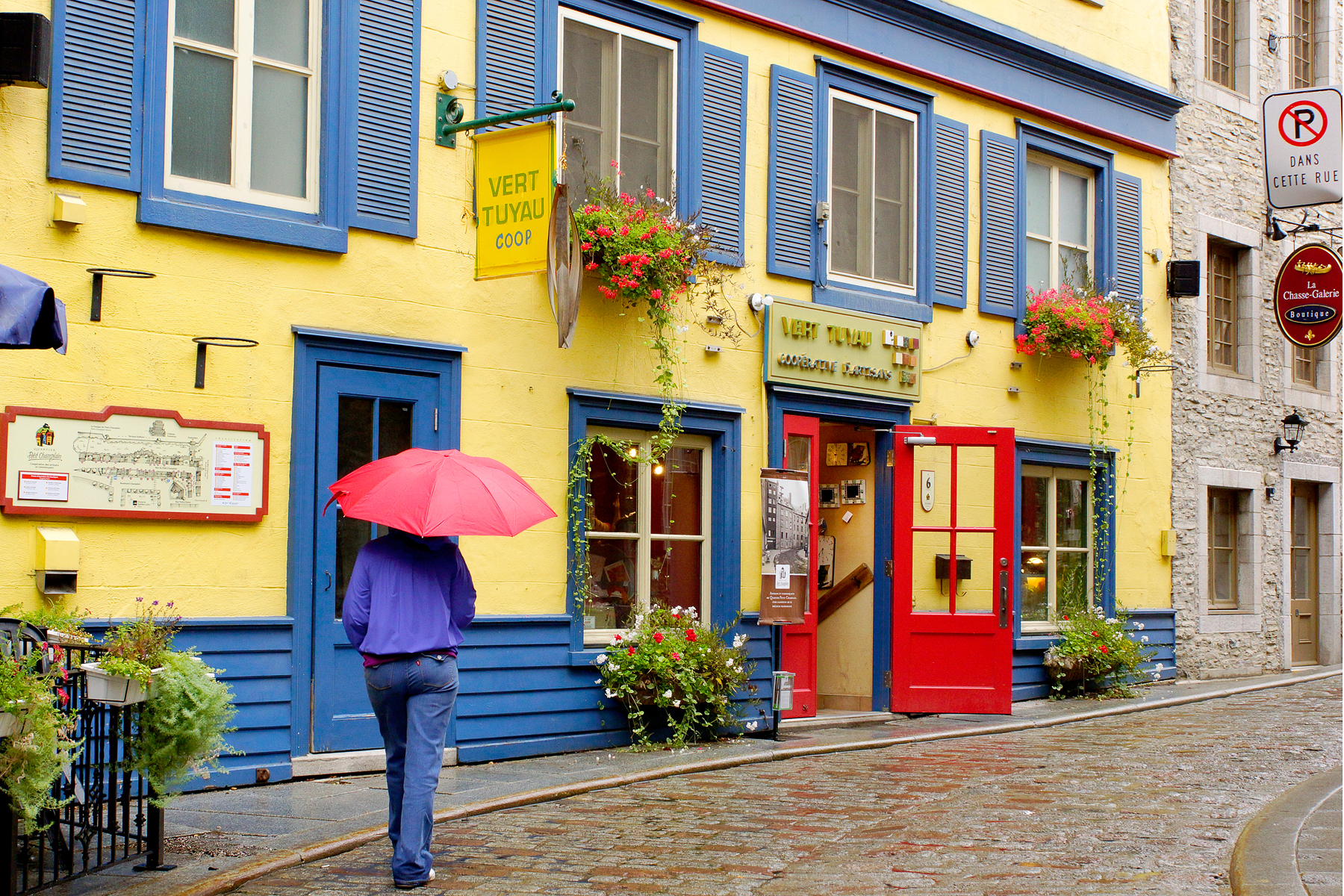
El Centro histórico de Quebec fue catalogado como Patrimonio de la Humanidad por la UNESCO en 1985.
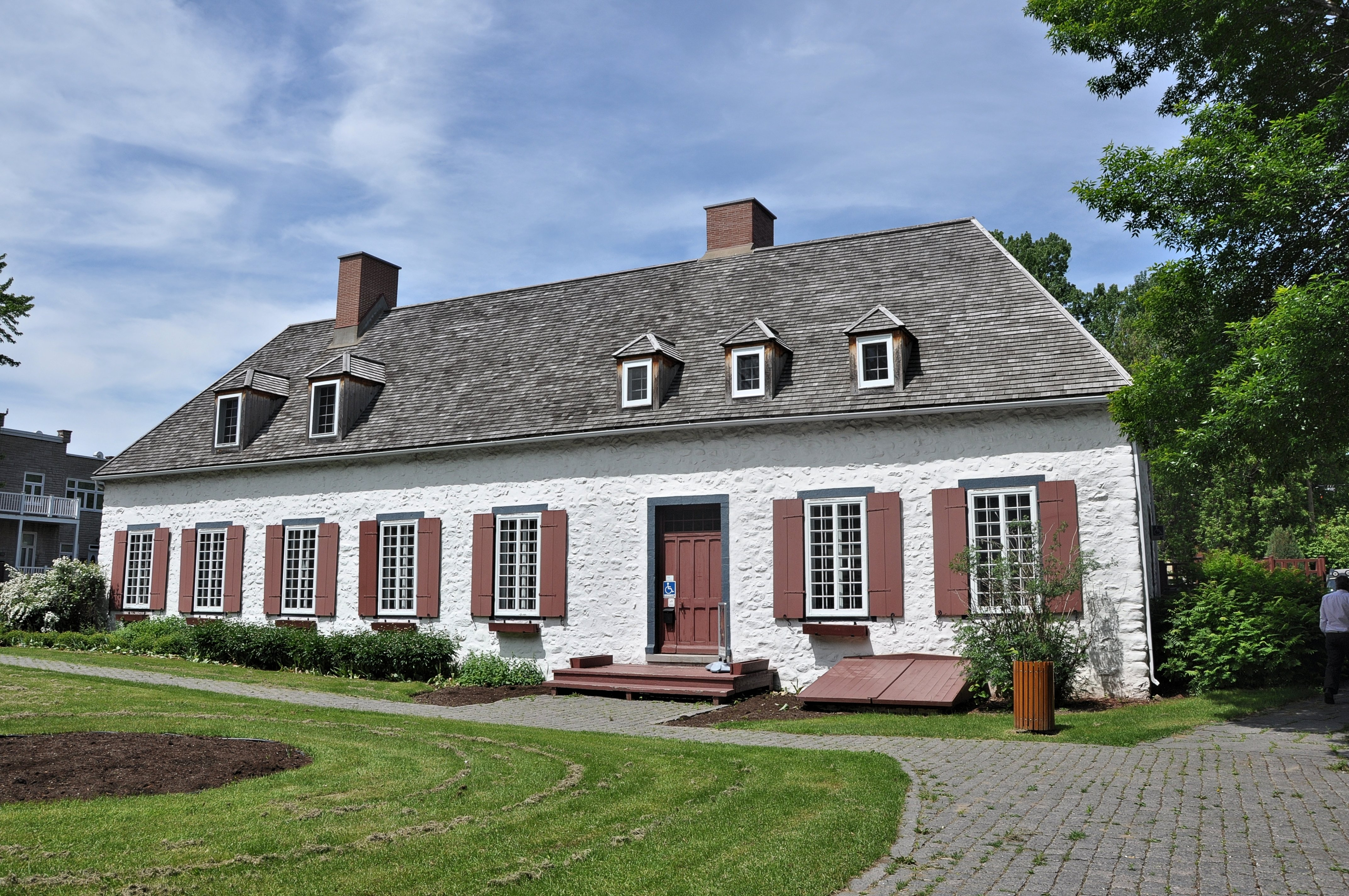
El manoir Boucher-De Niverville, ubicado en Trois-Rivières, en la Provincia de Quebec, fue construido a mediados del siglo XVII.
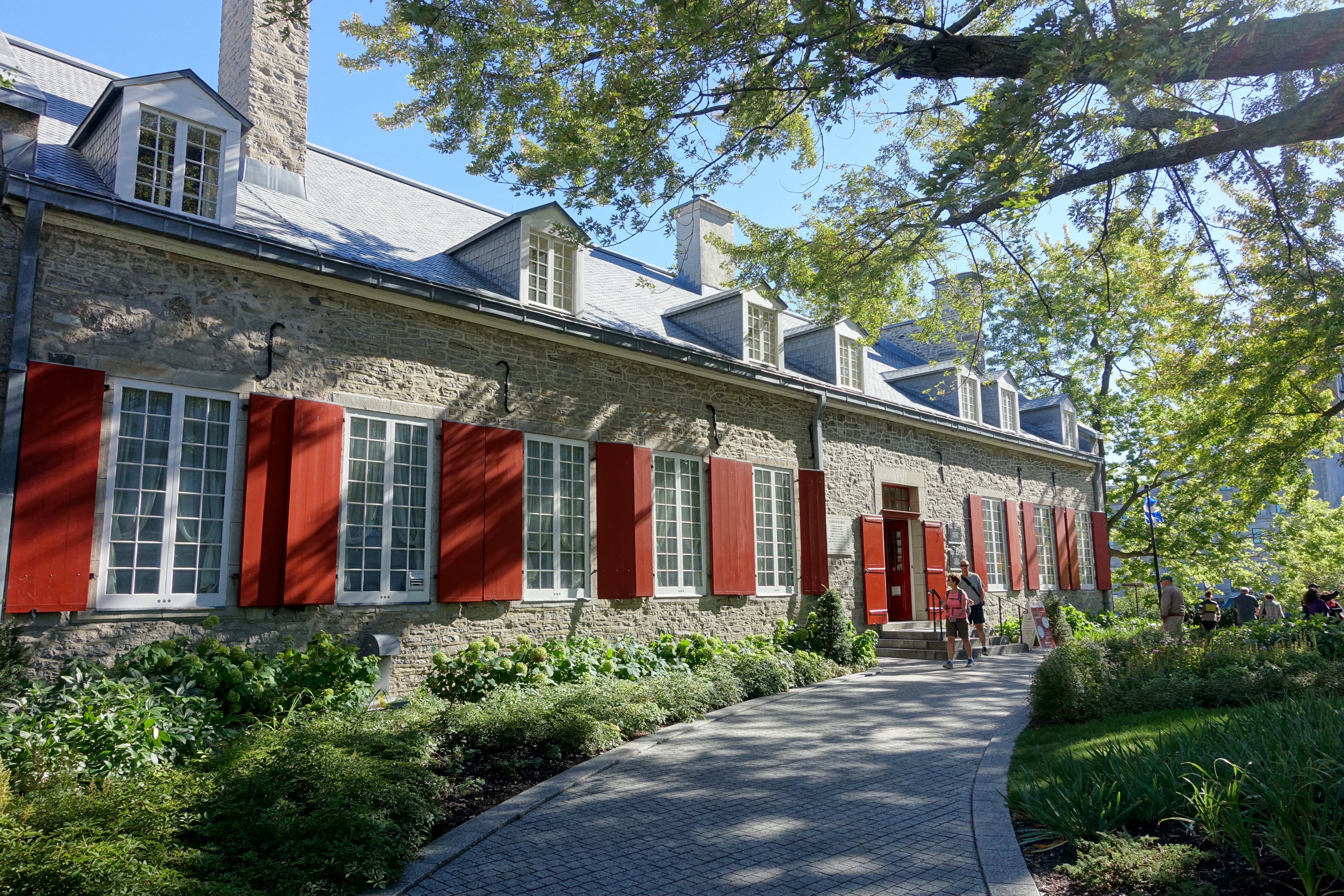
El Castillo Ramezay, es una de las mansiones mejor conservadas de Montreal, fue construida en 1705.
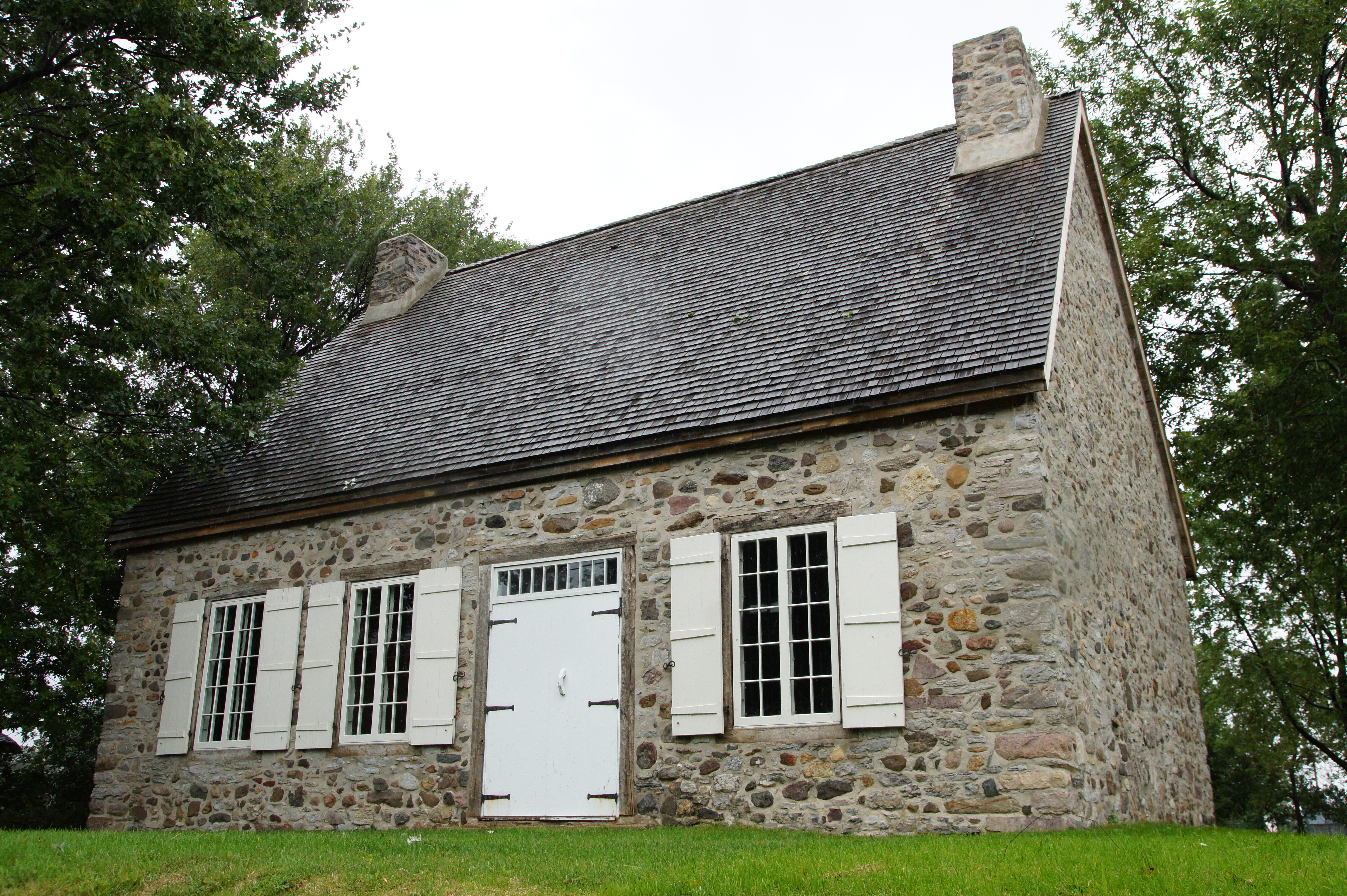
La Casa Le Ber-Le Moyne, fue un importante puesto comercial cuando se construyó a finales del siglo XVII. Hoy se encuentra en el museo histórico de Montreal.
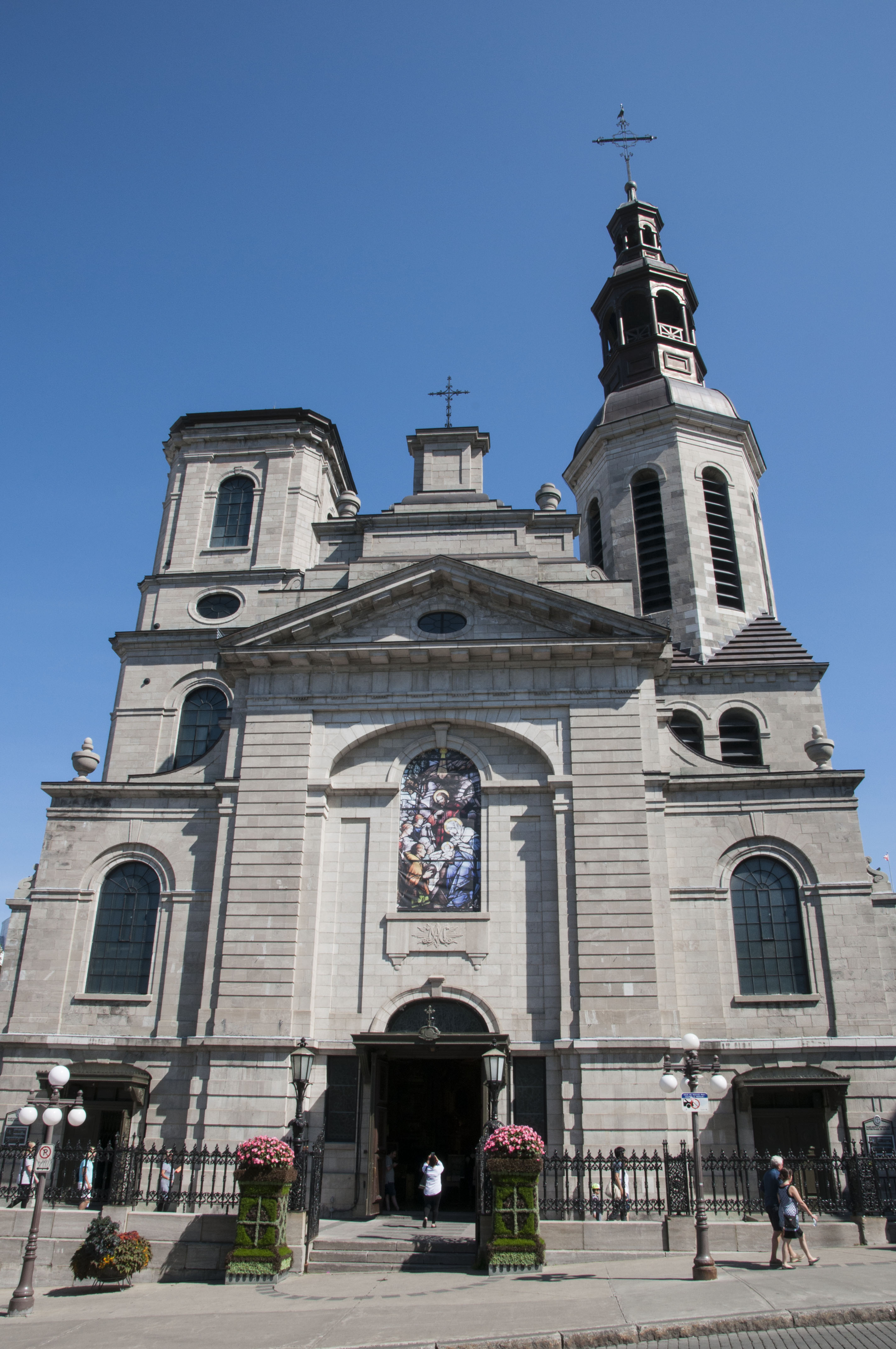
La basílica menor-catedral Notre-Dame de Quebec, iniciada en 1647, es la iglesia más antigua de América del Norte, fuera de la zonas pertenecientes a el Imperio español.

## En los Estados Unidos
La arquitectura colonial francesa fue uno de los cuatro estilos arquitectónicos domésticos que se desarrollaron durante el período colonial en lo que se convertiría en los Estados Unidos. Los otros estilos fueron colonial georgiano, colonial holandés y colonial español. El colonial francés se desarrolló en los asentamientos del País de los Ilinueses y Luisiana francesa. Se cree que fue influenciado principalmente por los estilos de construcción del Canadá francés y el Caribe. Tuvo sus inicios en 1699 con el establecimiento de la Luisiana francesa, pero continuó construyéndose después de que España asumiera el control del territorio colonial en 1763. Los estilos de construcción que evolucionaron durante el período colonial francés incluyen la cabaña criolla, la casa adosada criolla y la casa de plantación criolla francesa.

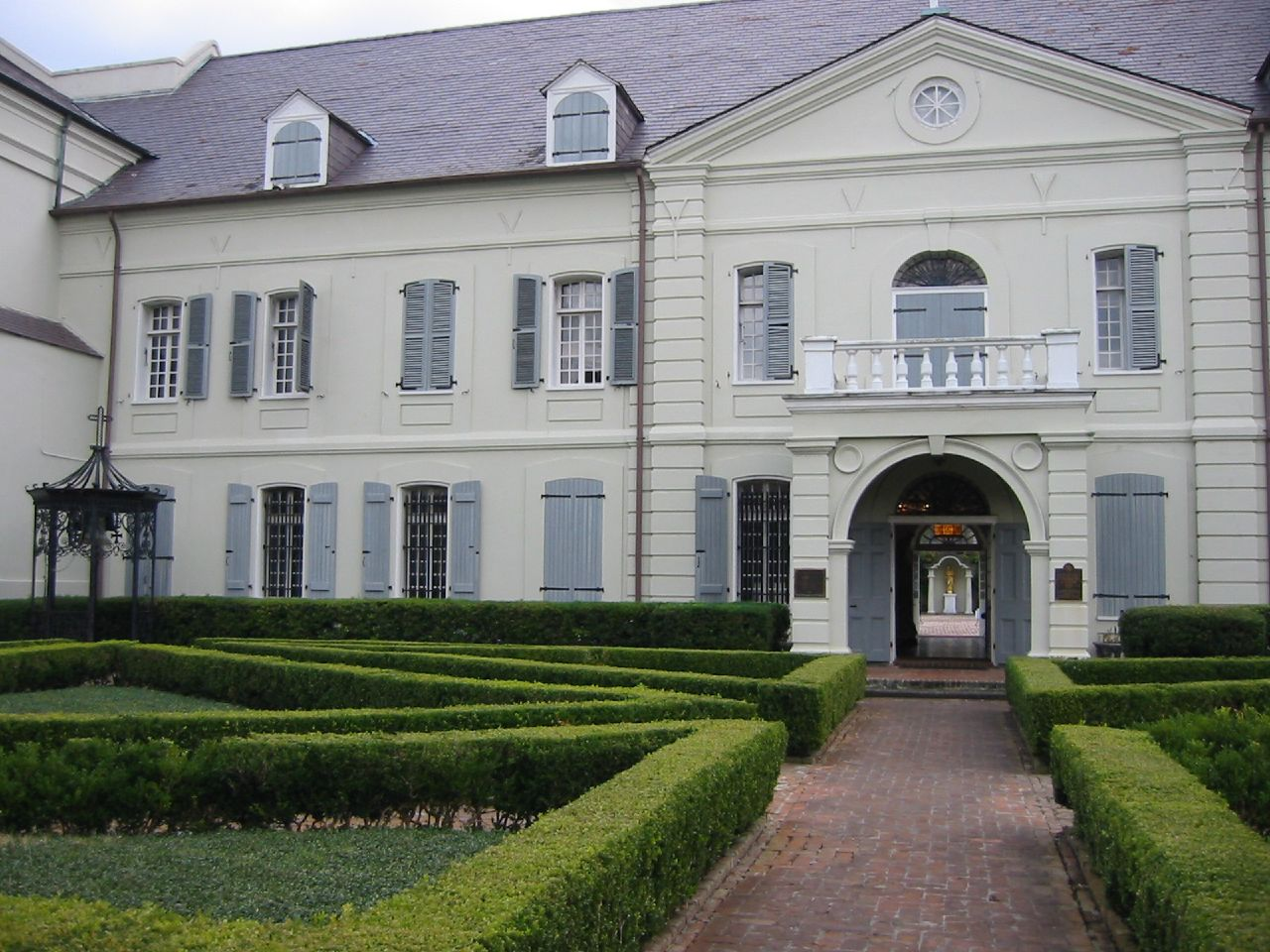
El Antiguo Convento de las Ursulinas en Nueva Orleans, construido c. 1752. Es el edificio más antiguo que se conserva del período colonial francés en Nueva Orleans. Es un ejemplo de construcción de ladrillos estucados.
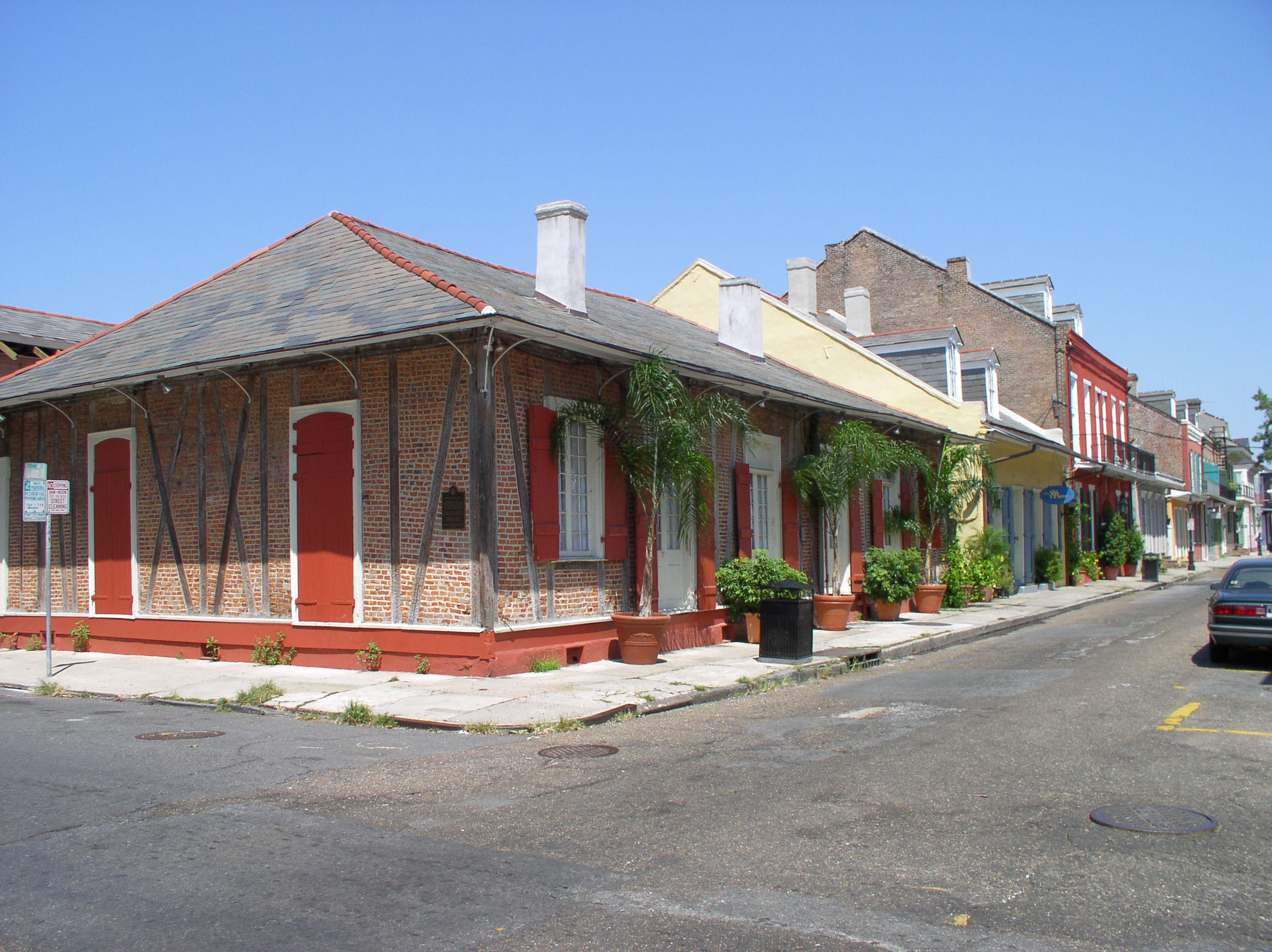
La Casa Gabriel Peyroux en Nueva Orleans, construida c. 1780, es un ejemplo de construcción de briquette-entre-poteaux (ladrillos entre postes).
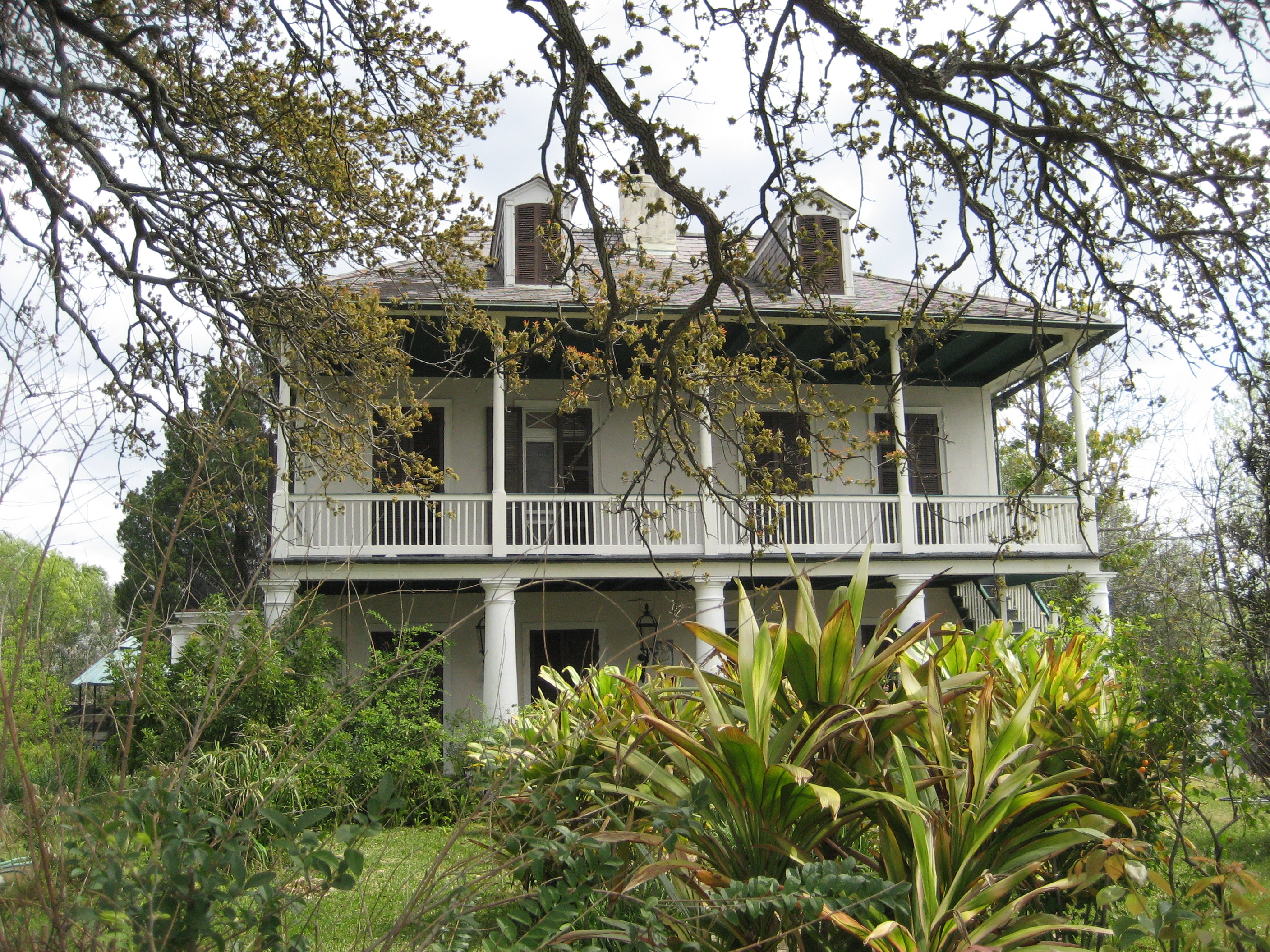
La Plantación de Lorreins, también conocida como Antigua Aduana Española, en Nueva Orleans, construida c. 1784.
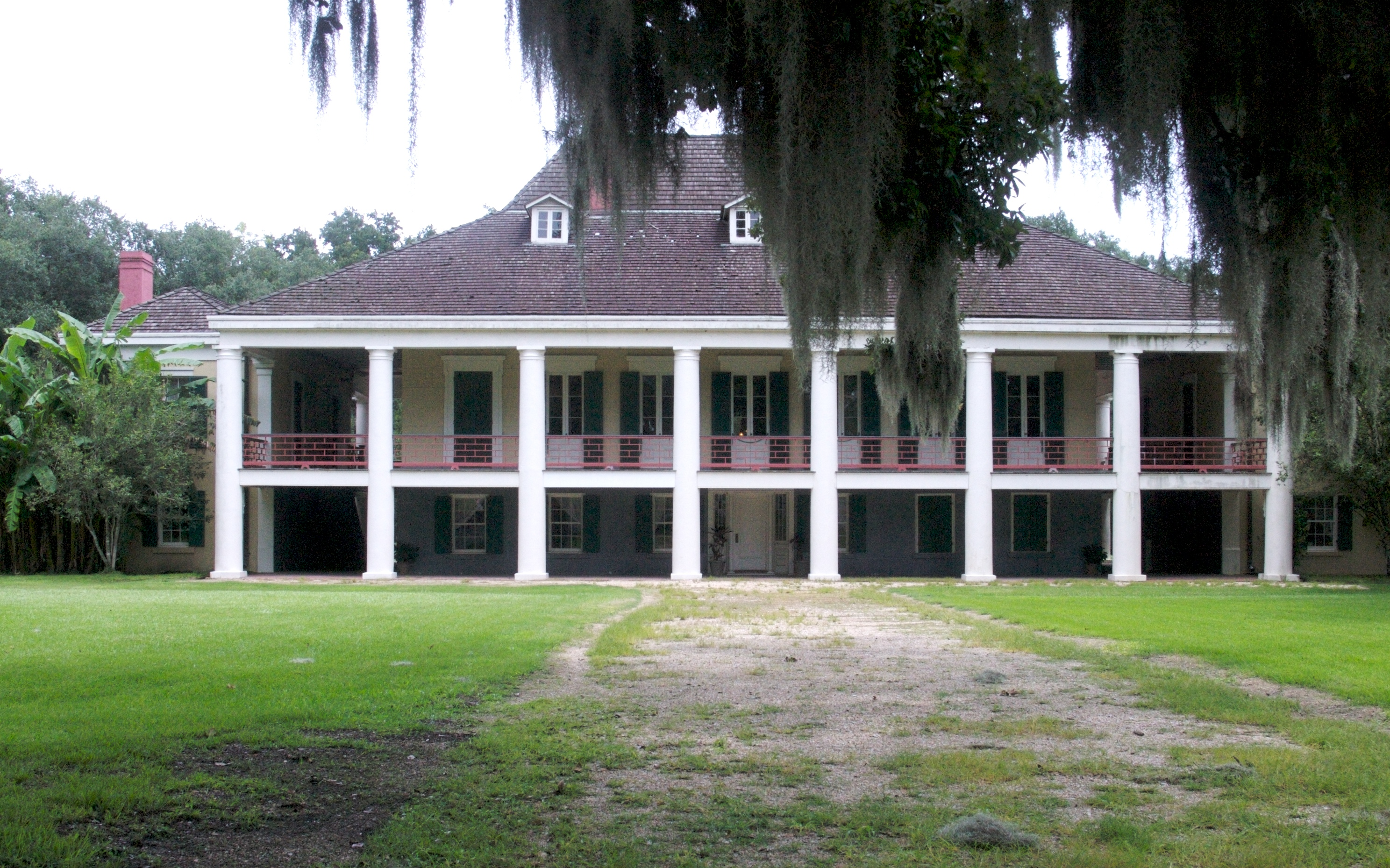
La Plantación Destrehan cerca de Destrehan, Parroquia de St. Charles, Luisiana construida c. En 1787, se modificaron porciones en 1840 para reflejar el Estilo Neogriego.
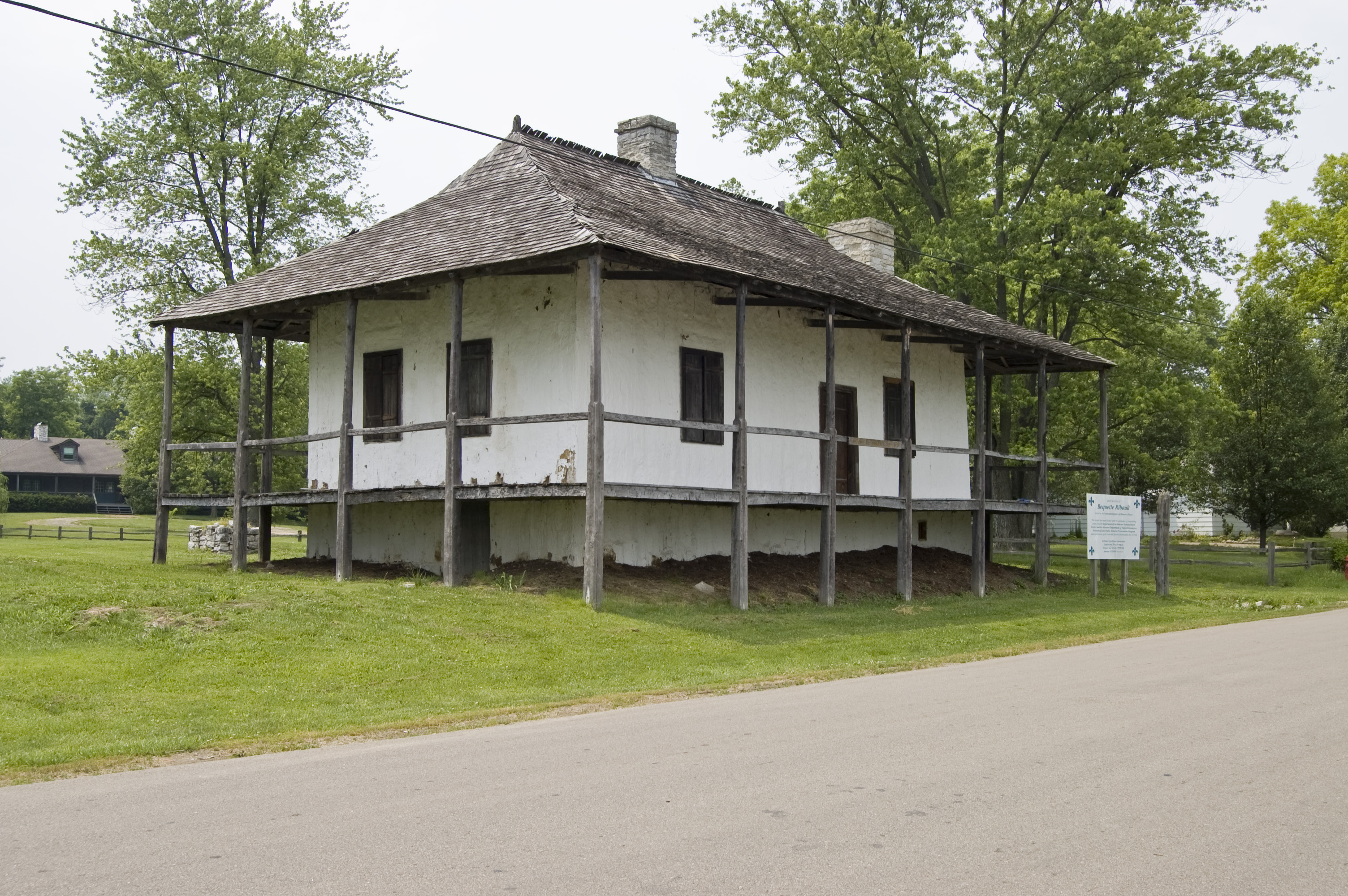
La Casa Bequette-Ribault en Ste. Genevieve, Misuri construida c. 1789 es un ejemplo de construcción de poteaux-en-terre.
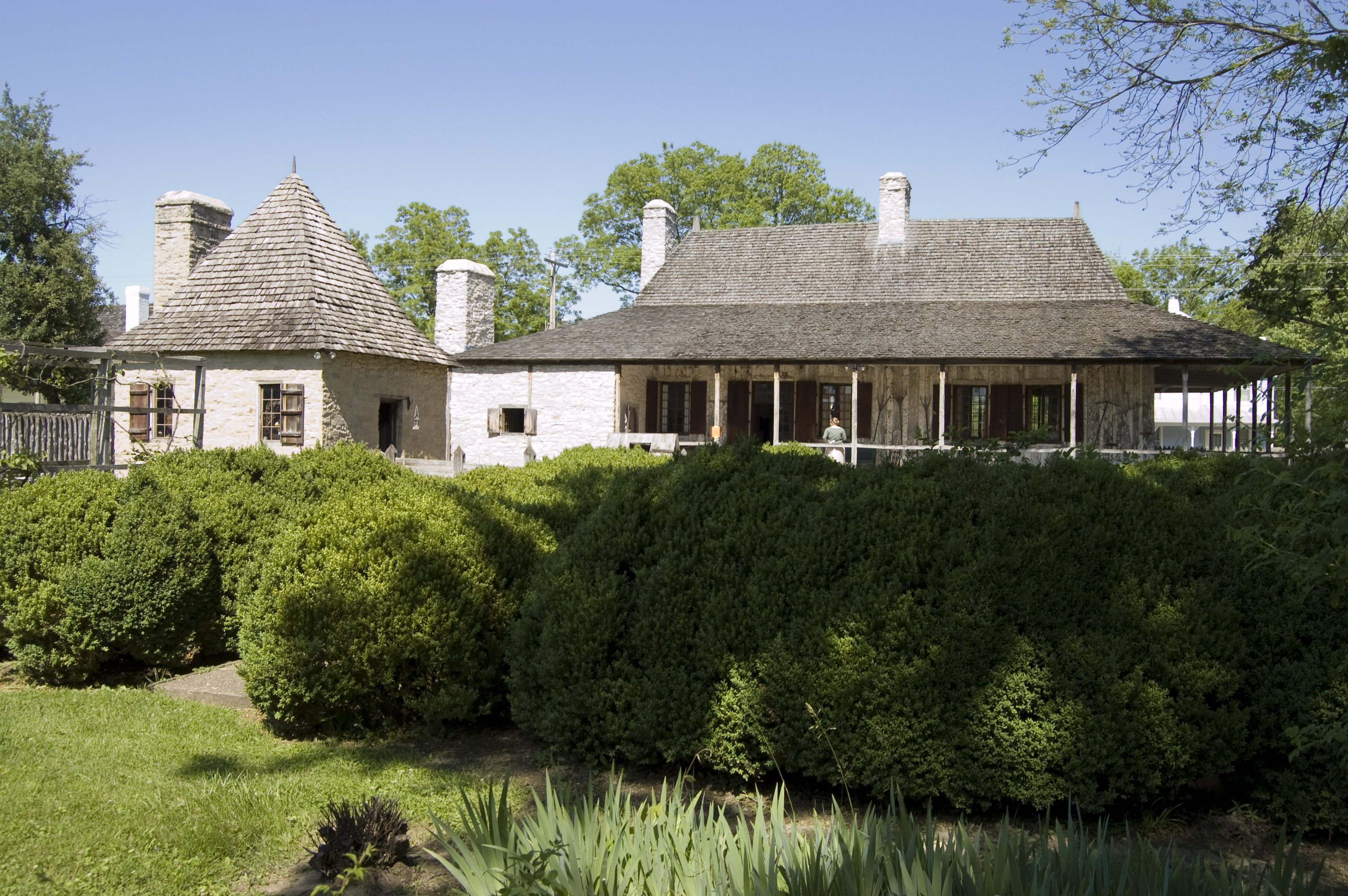
La Casa Louis Bolduc, en Ste. Genevieve, Misuri, construida c. 1792 es un ejemplo de construcción de poteaux-en-terre.

## En Indochina

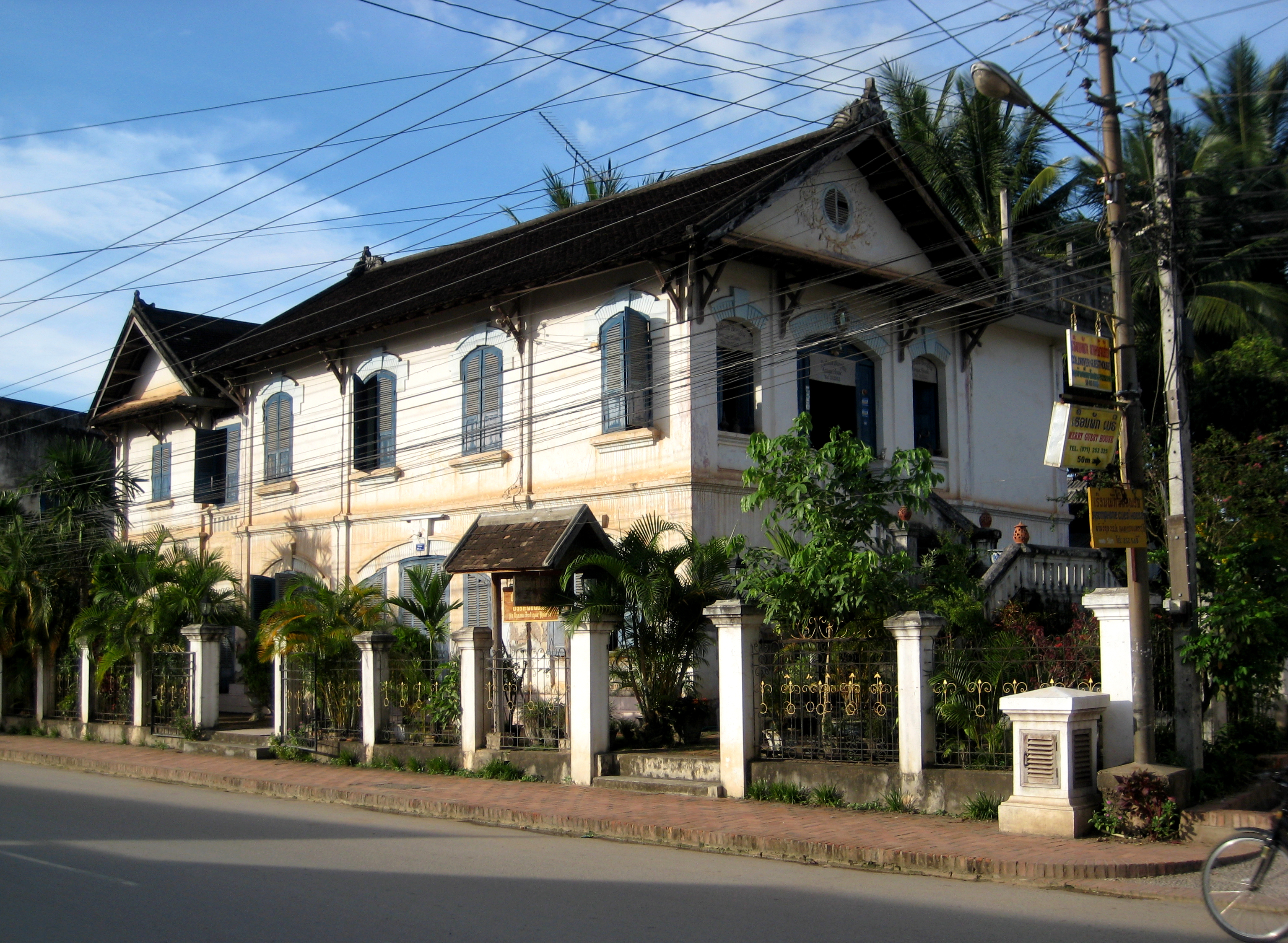
Una casa colonial típica en Luang Prabang, Laos.

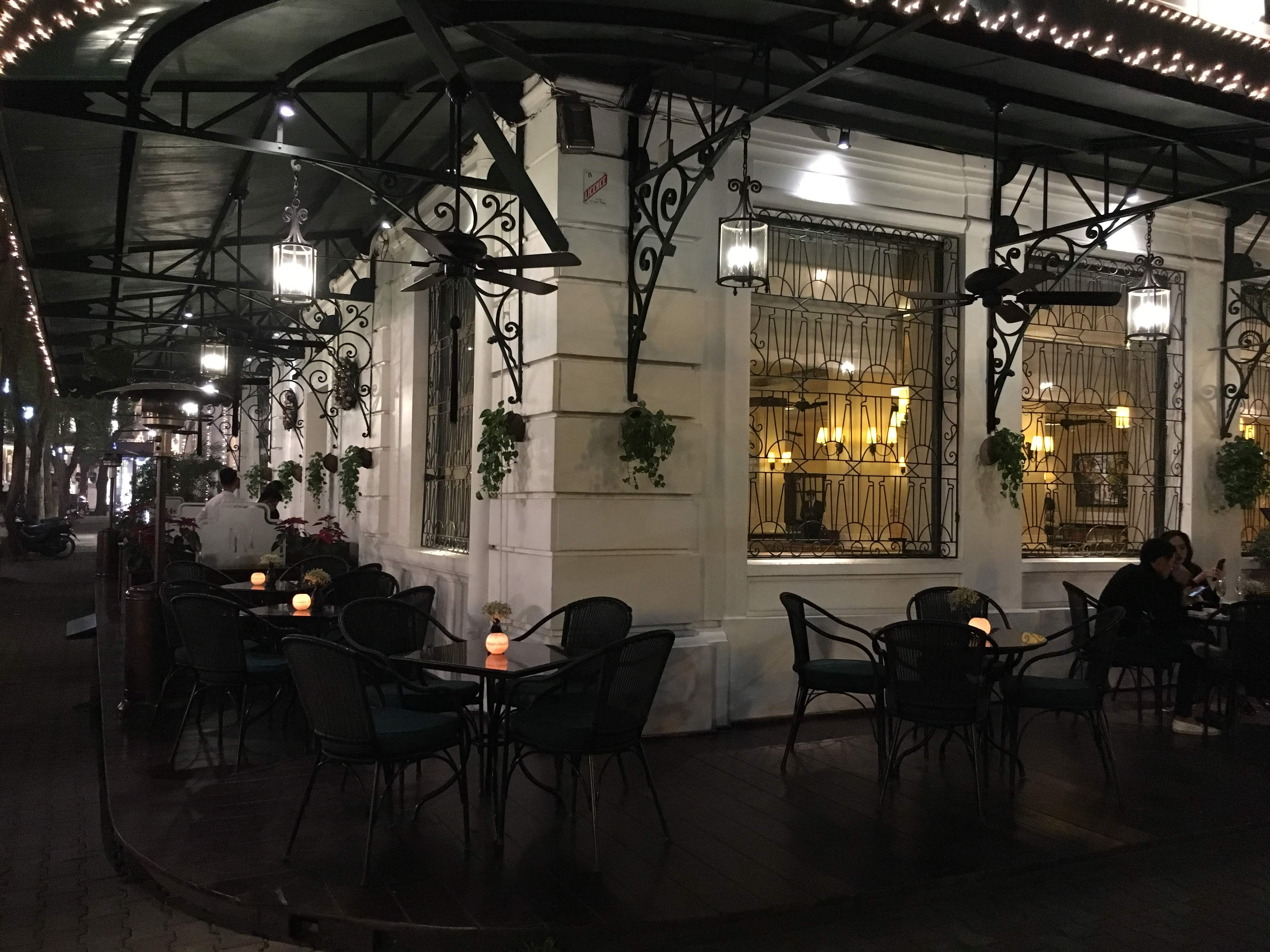
Un bistró en el centro de Hanoi con diseños coloniales y Art Nouveau.

Hay muchos edificios coloniales como el legado de Francia en la zona, construidos a finales del siglo XIX y principios del siglo XX, cuando lo que ahora es Camboya, Laos y Vietnam eran gobernados como Indochina francesa. La mayoría de ellos se encuentran en las ciudades más grandes: Hanoi, Ciudad Ho Chi Minh y Phnom Penh. Hanoi, como capital de Indochina durante el principal período de crecimiento de 1902 a 1954, posee la mayoría de los edificios coloniales franceses de la región. Los franceses también construyeron muchos edificios públicos en todas las ciudades y muchos pueblos, y muchos todavía están en uso. Tanto los franceses como la población local construyeron viviendas en los diversos estilos franceses, desde modestas tiendas hasta grandes villas.

### Vietnam
Varios edificios y construcciones coloniales se han convertido en destinos turísticos populares. Los principales puntos de referencia que se han convertido en iconos de ciudades como Hanói y Ho Chi Minh incluyen:

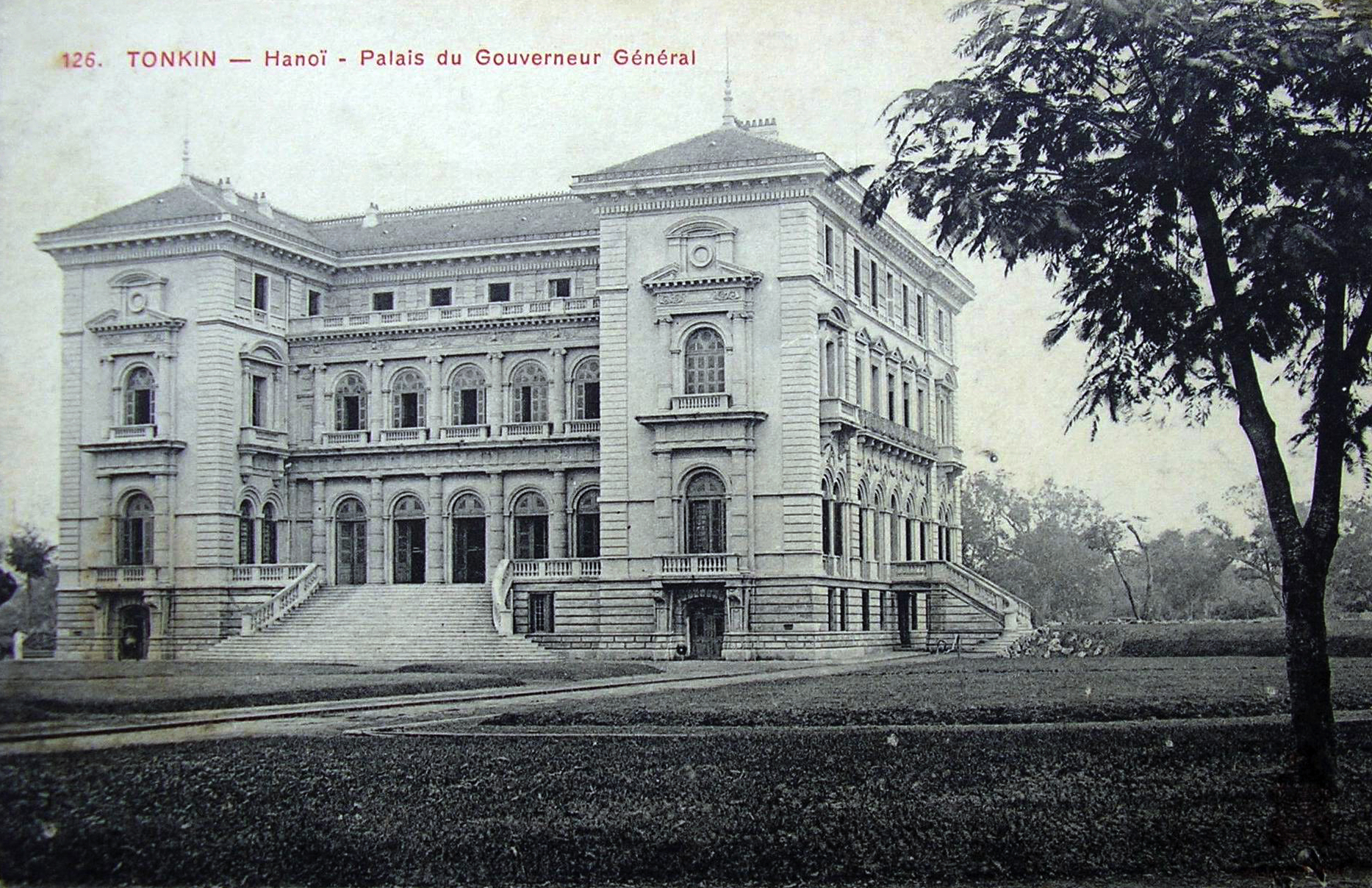
El Palacio Presidencial en Hanói.
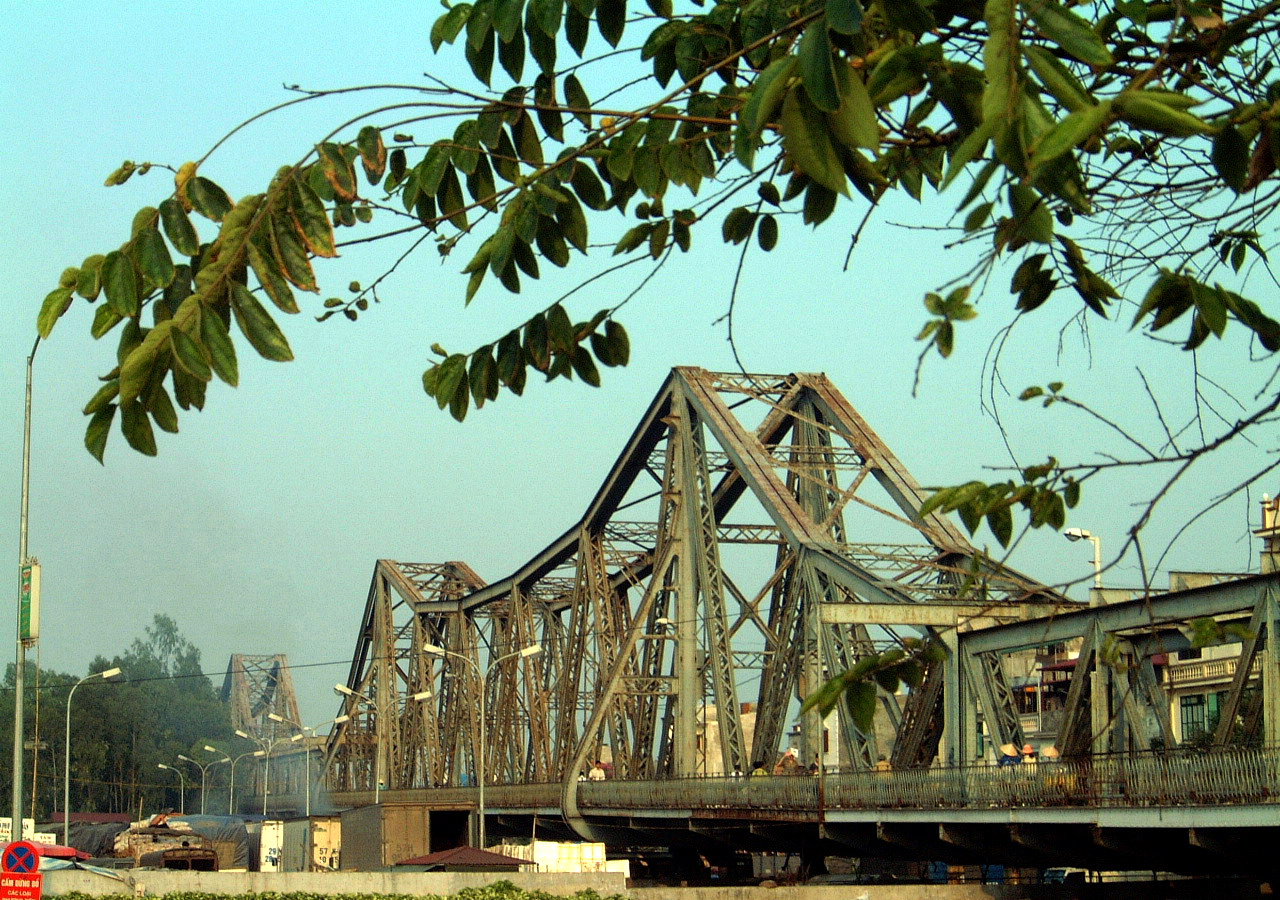
El Puente Long Biên sobre el Río Rojo en Hanói.
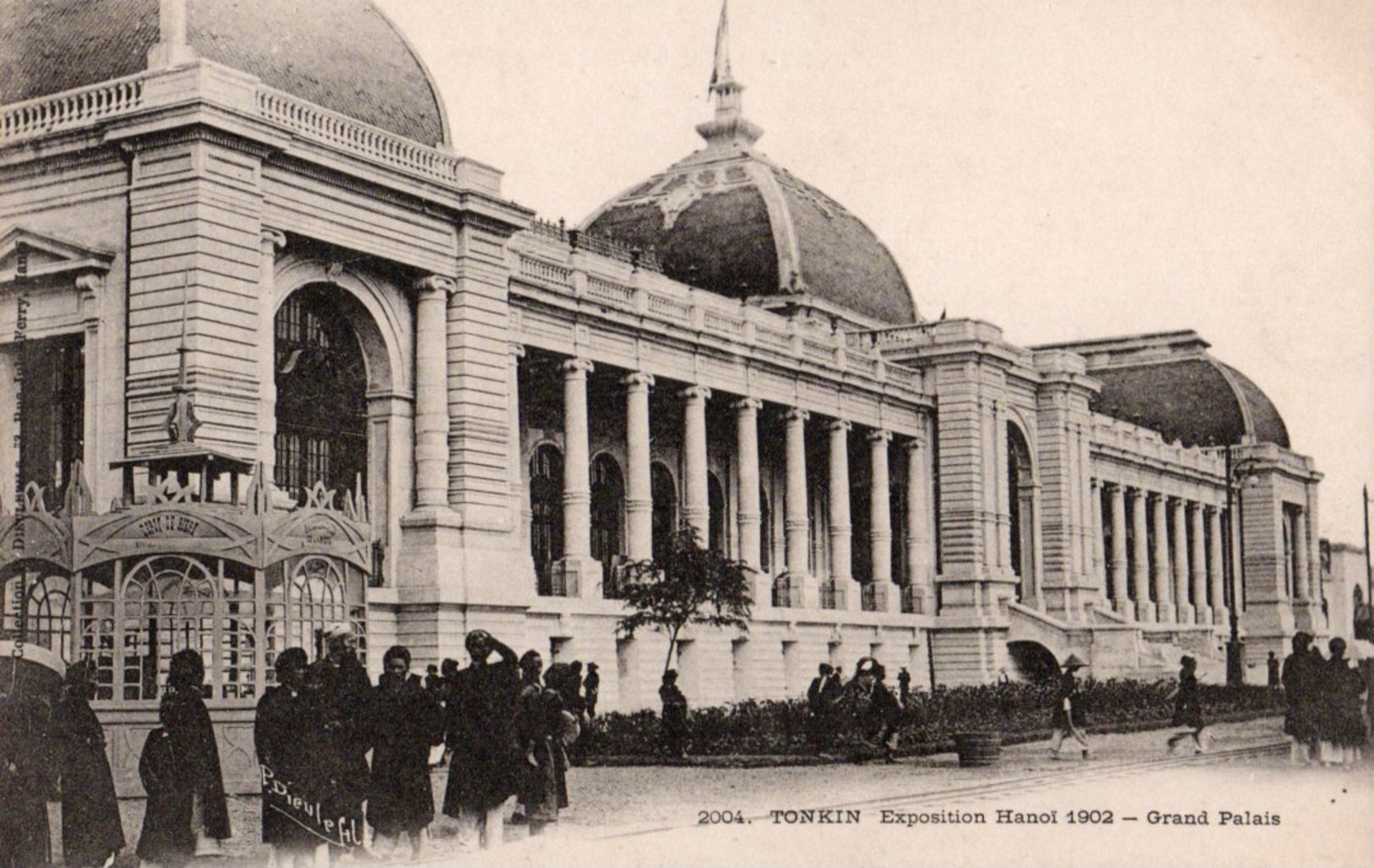
El Grand Palais construido para la Exposición de Hanoi de 1902-1903, destruido durante la Segunda Guerra Mundial.
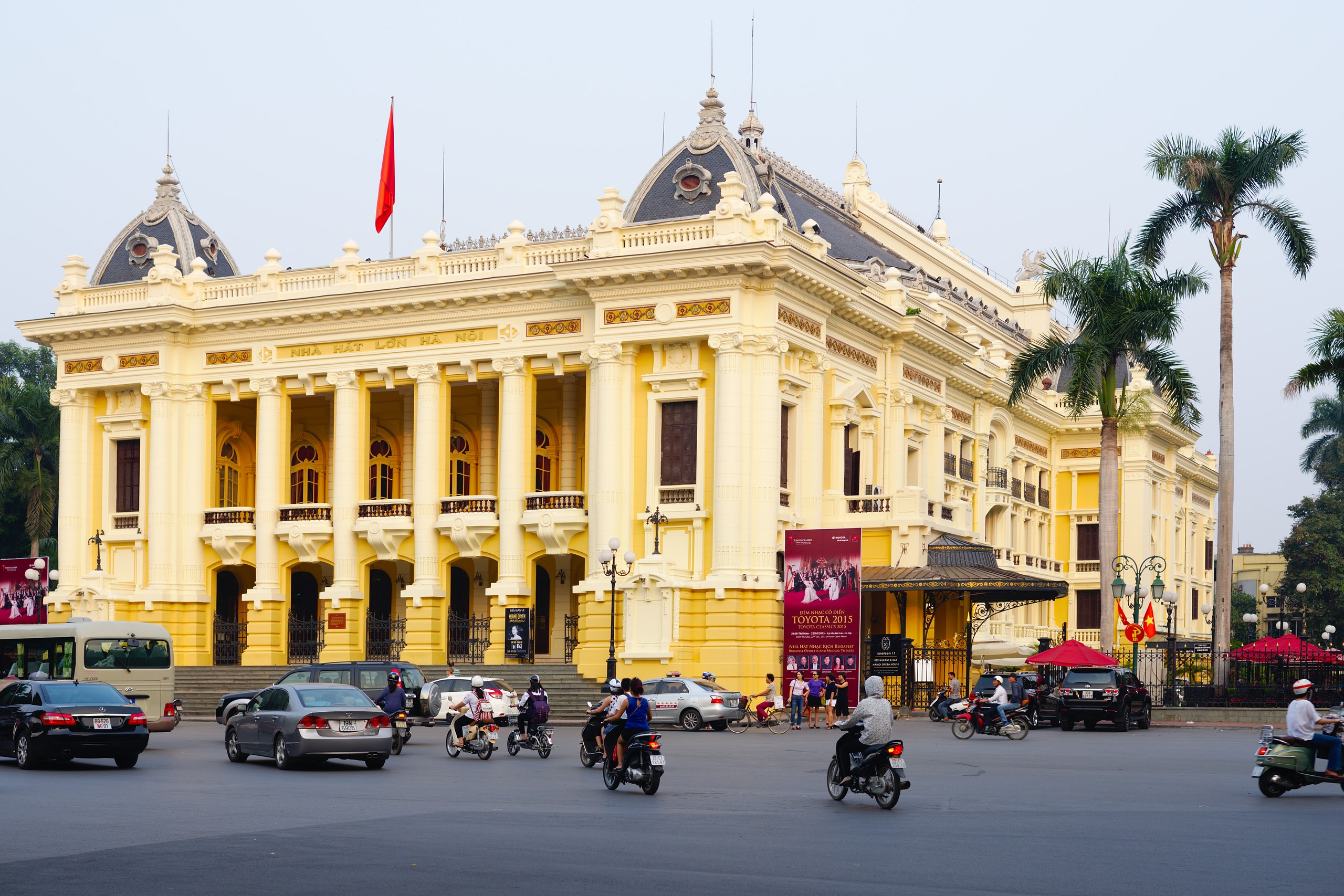
La Ópera de Hanói inspirada en la Ópera Garnier de París.
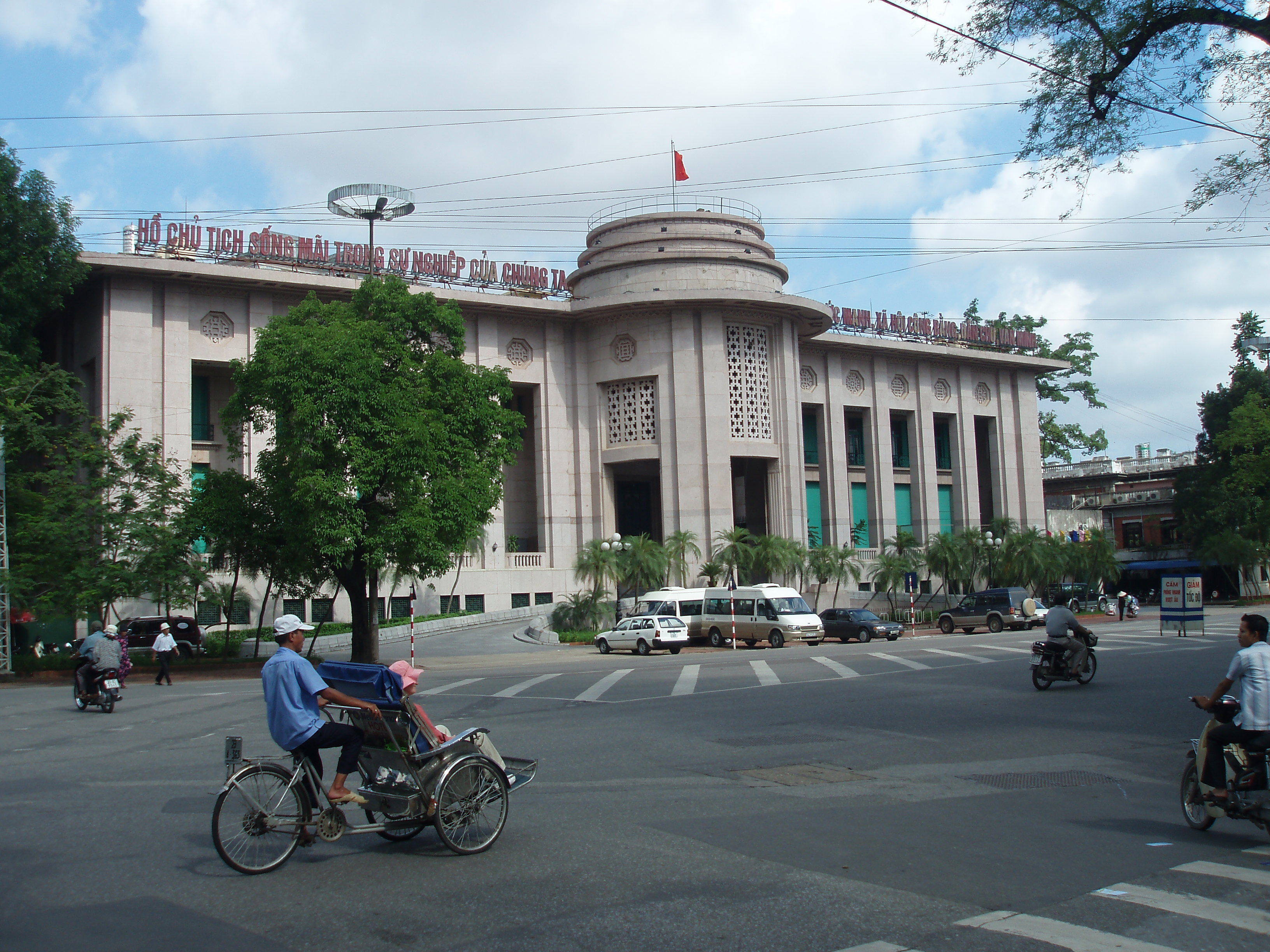
La sede del Banco Estatal de Vietnam en estilo art déco.
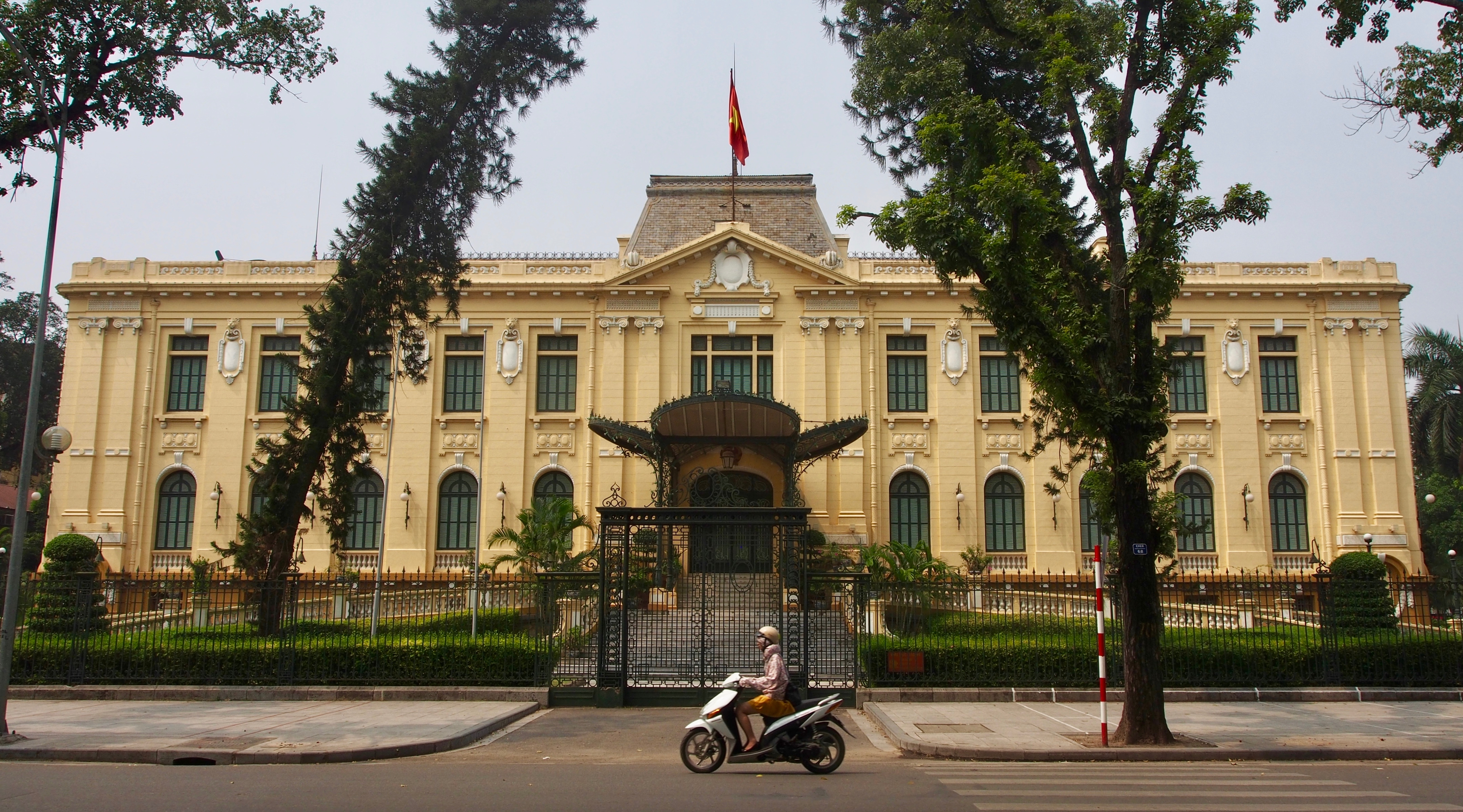
El Palacio Tonkín, que anteriormente albergaba al gobernador francés de Tonkín.
El Museo Nacional de Historia vietnamita, anteriormente fue sede de la primera Escuela francesa del Lejano Oriente.
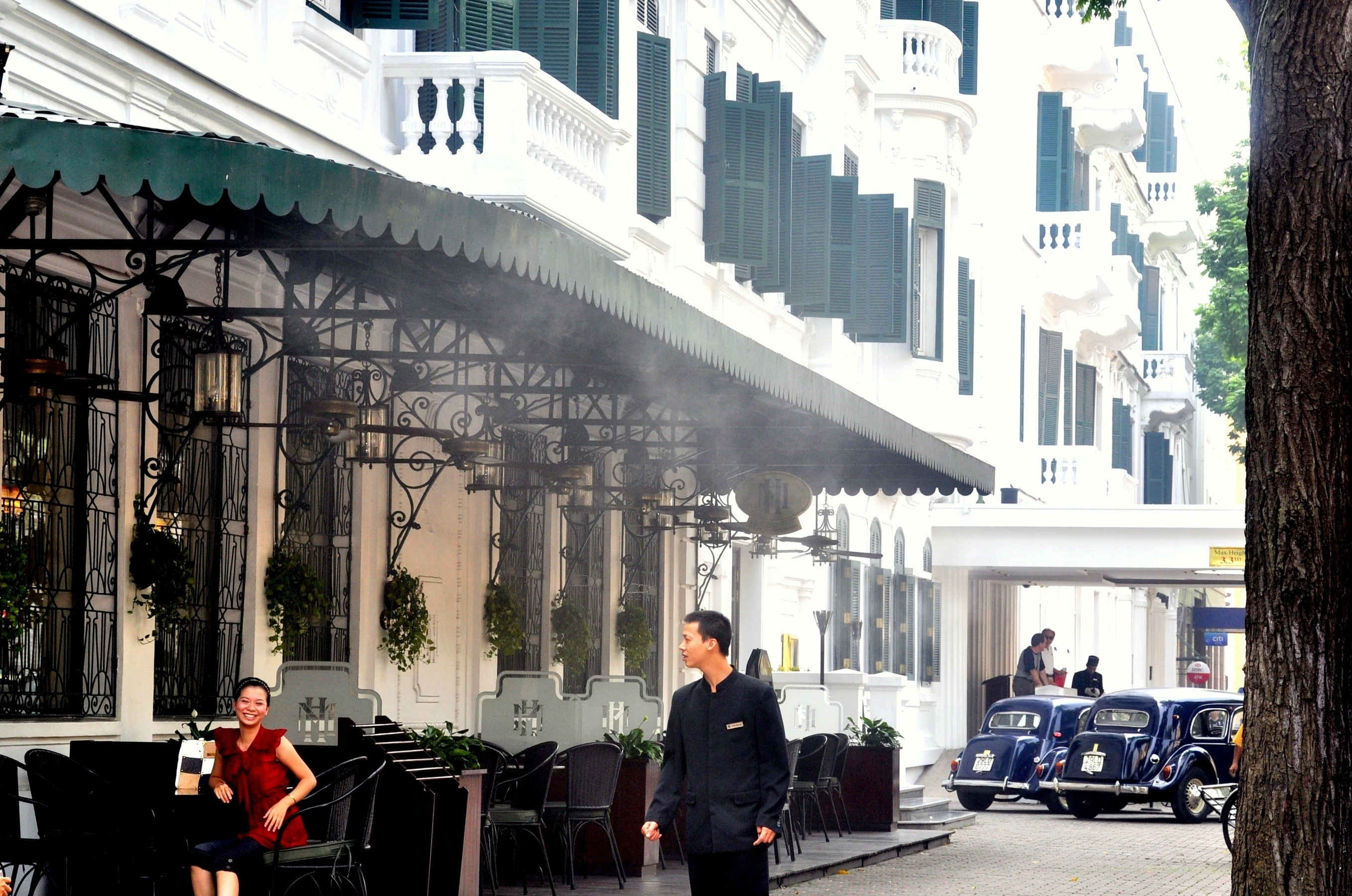
Una esquina del Grand Hotel Métropole en Hanói.
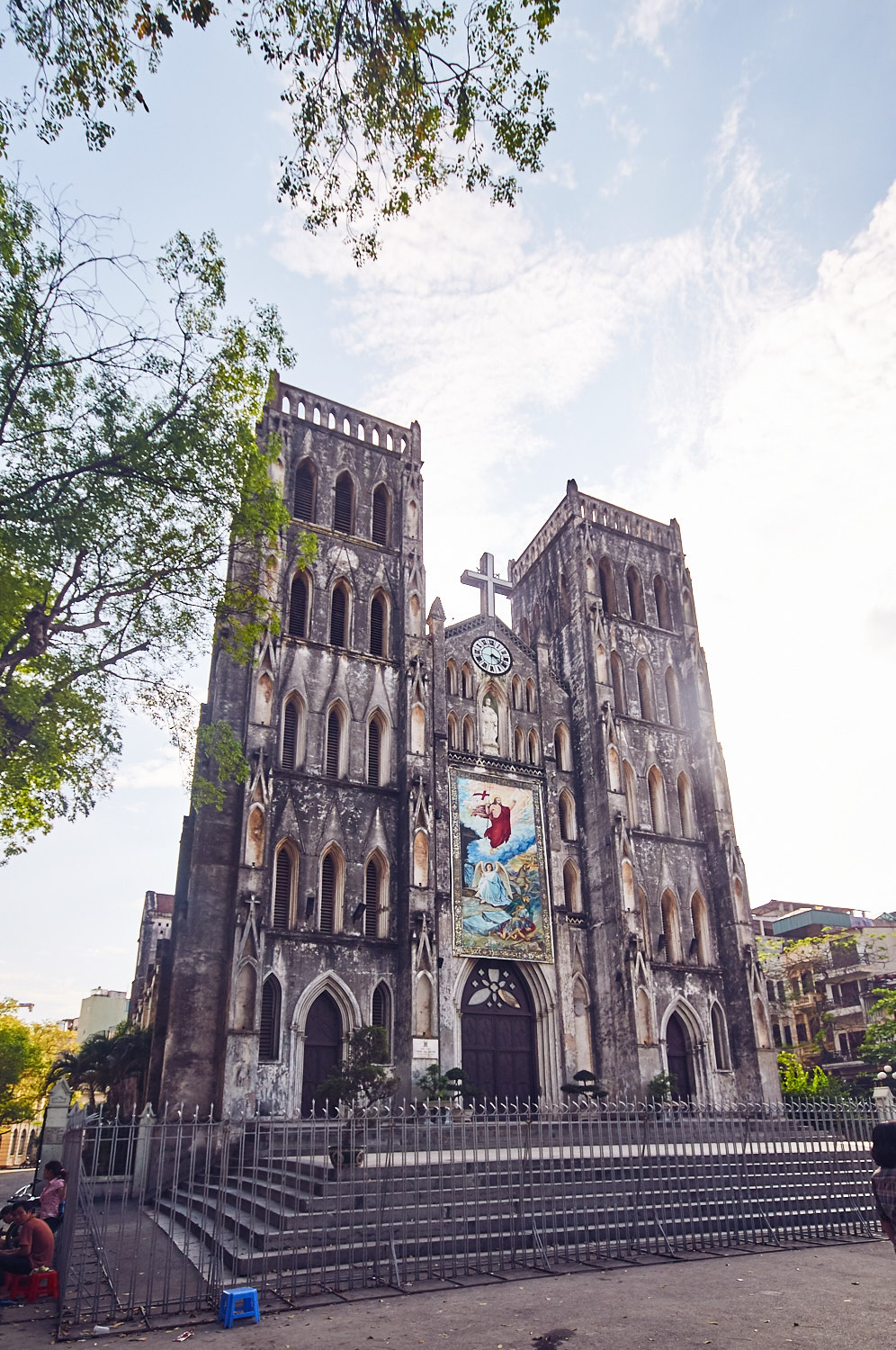
La Catedral de San José de Hanói que se asemeja a la Catedral de Notre Dame de París.
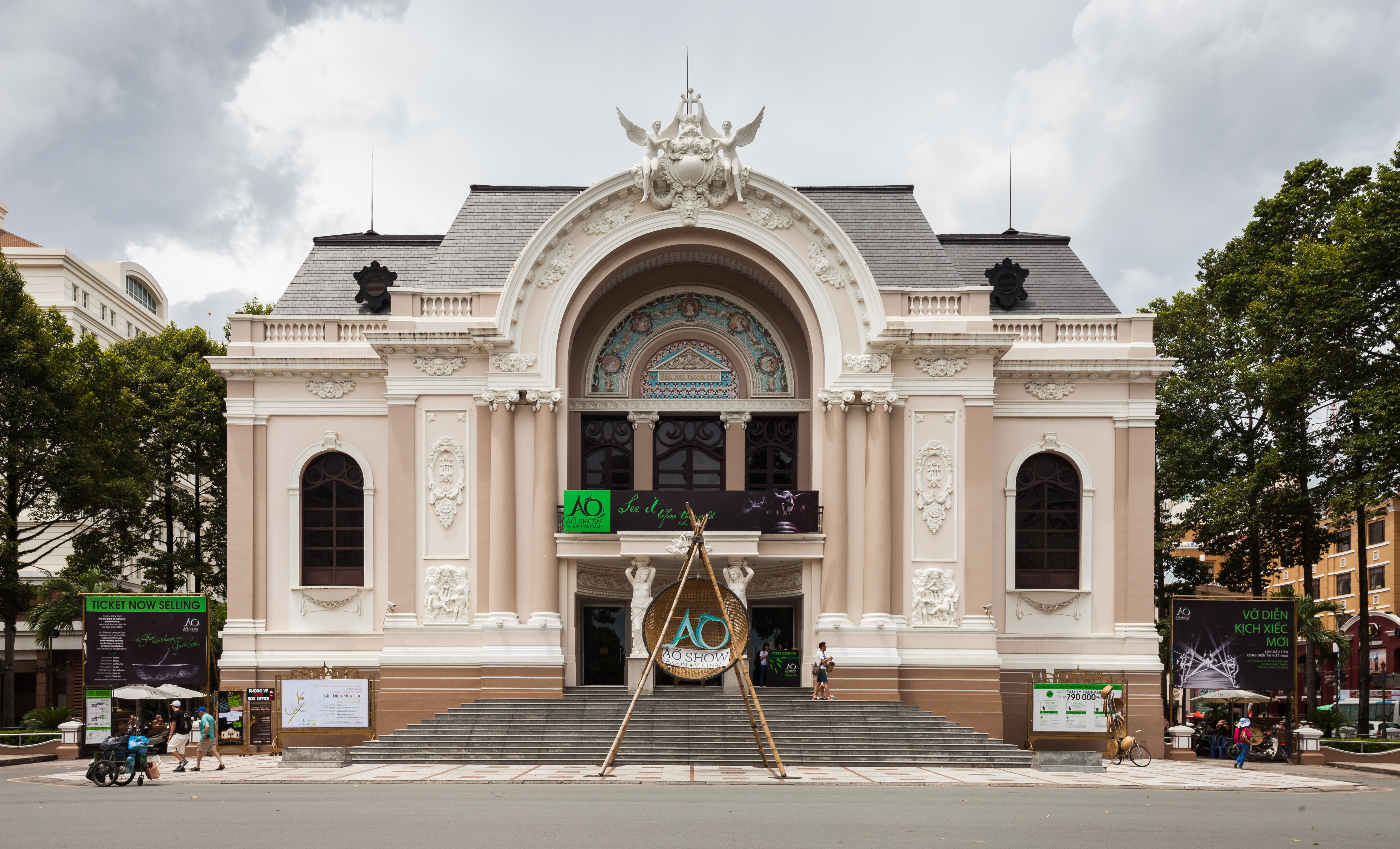
La Ópera de Saigón en Ciudad Ho Chi Minh.
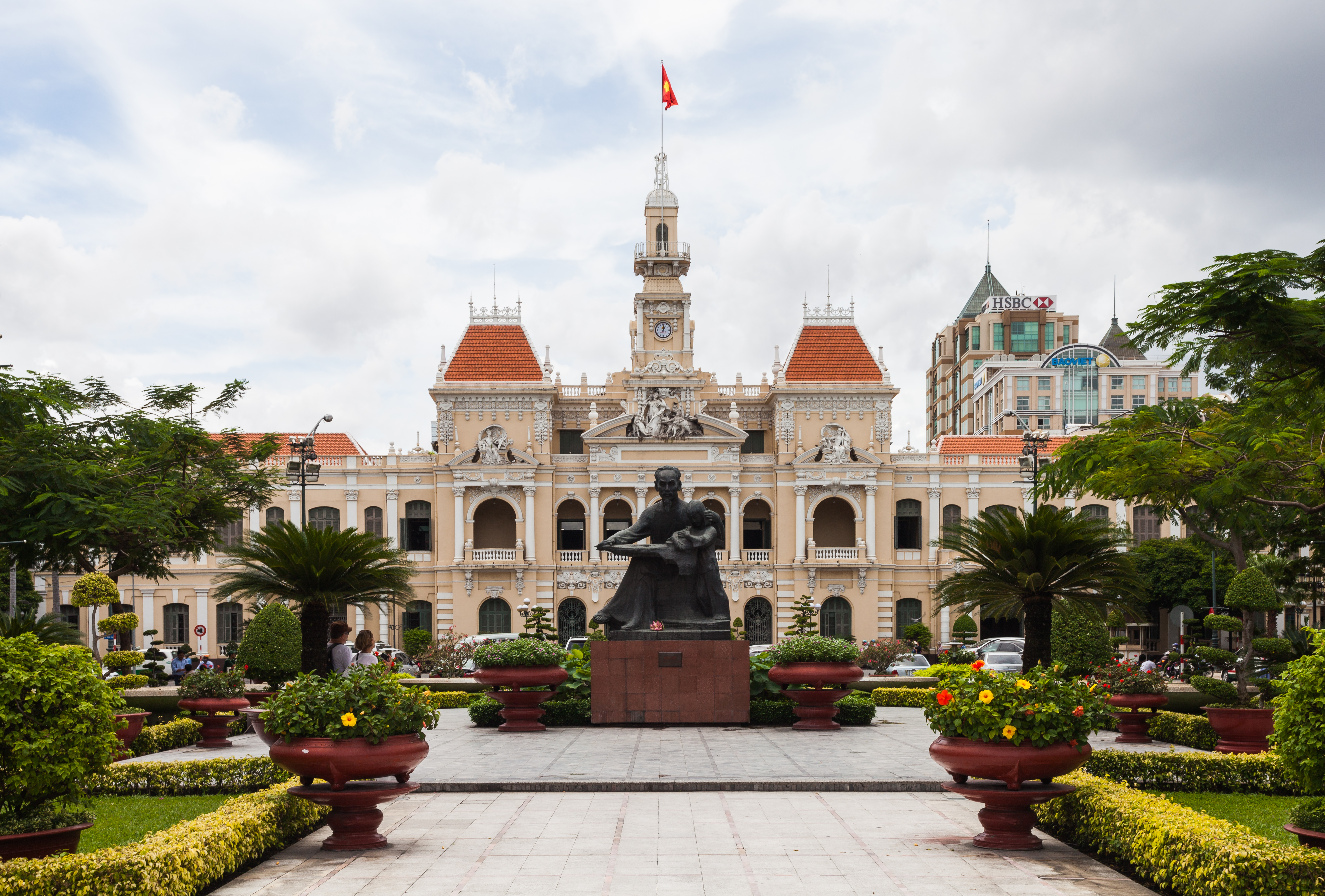
El Ayuntamiento de Ciudad Ho Chi Minh.
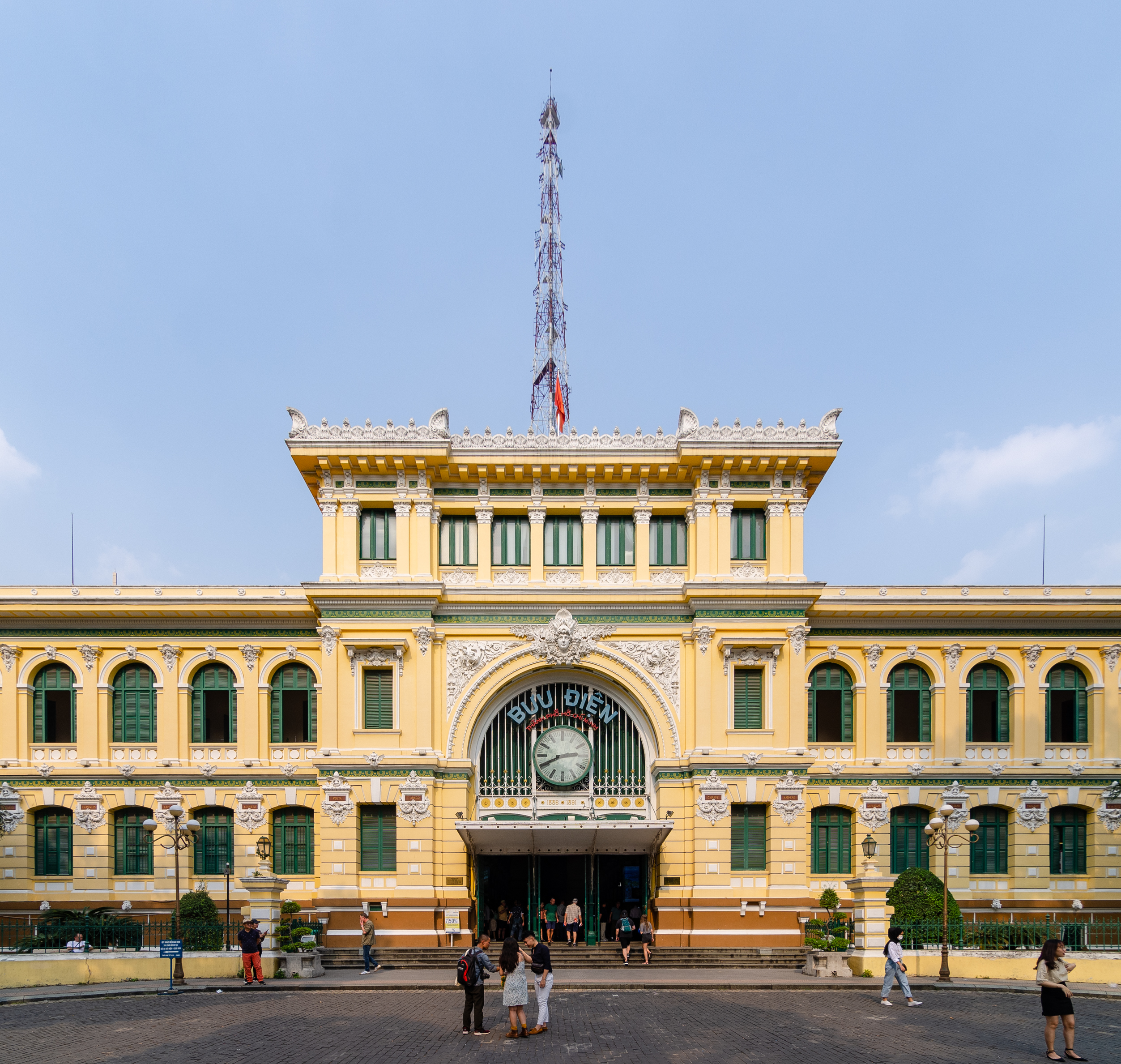
La Oficina de correos central de Saigón en Ciudad Ho Chi Minh.
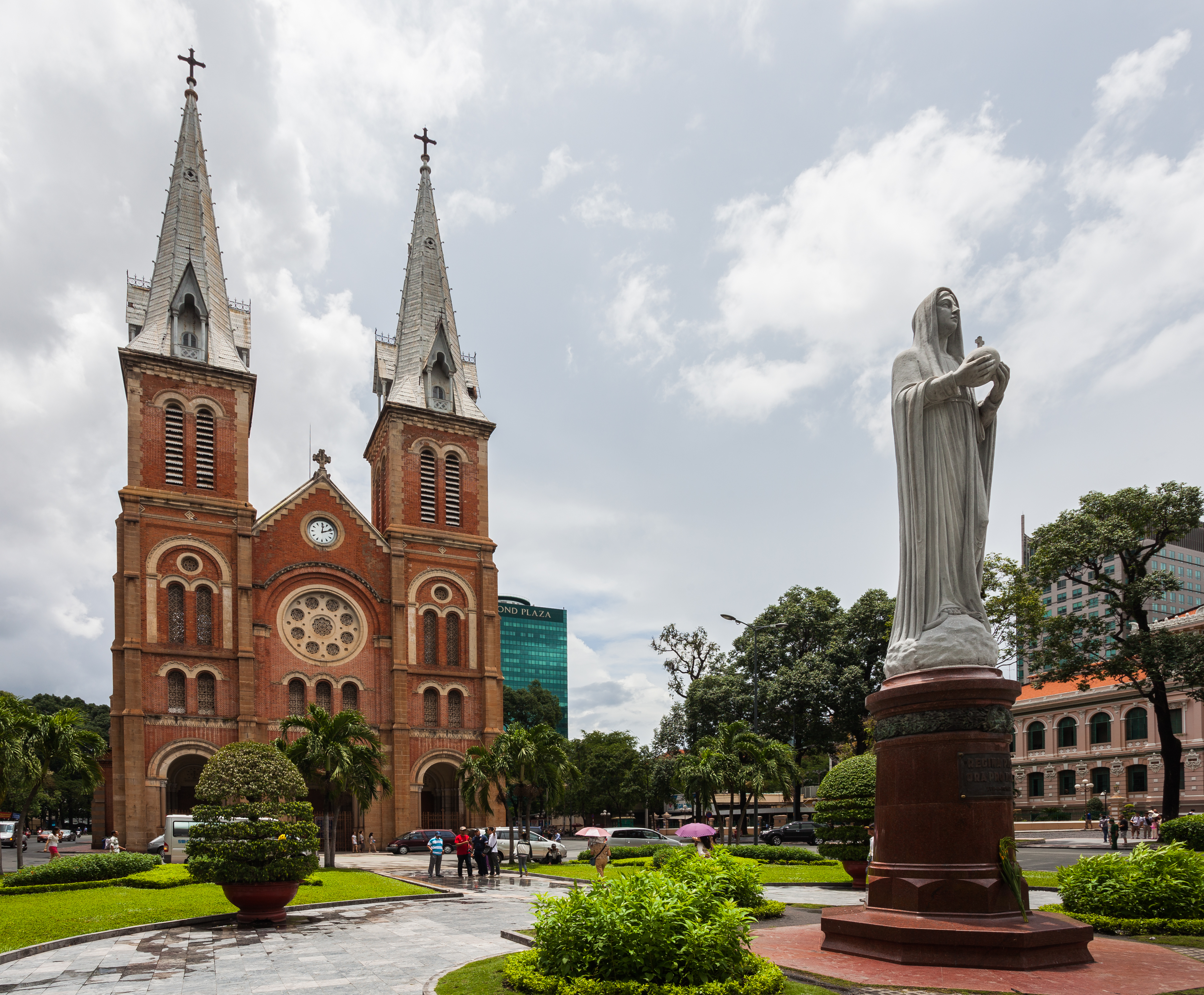
La Basílica de Notre-Dame de Saigón en Ciudad Ho Chi Minh.
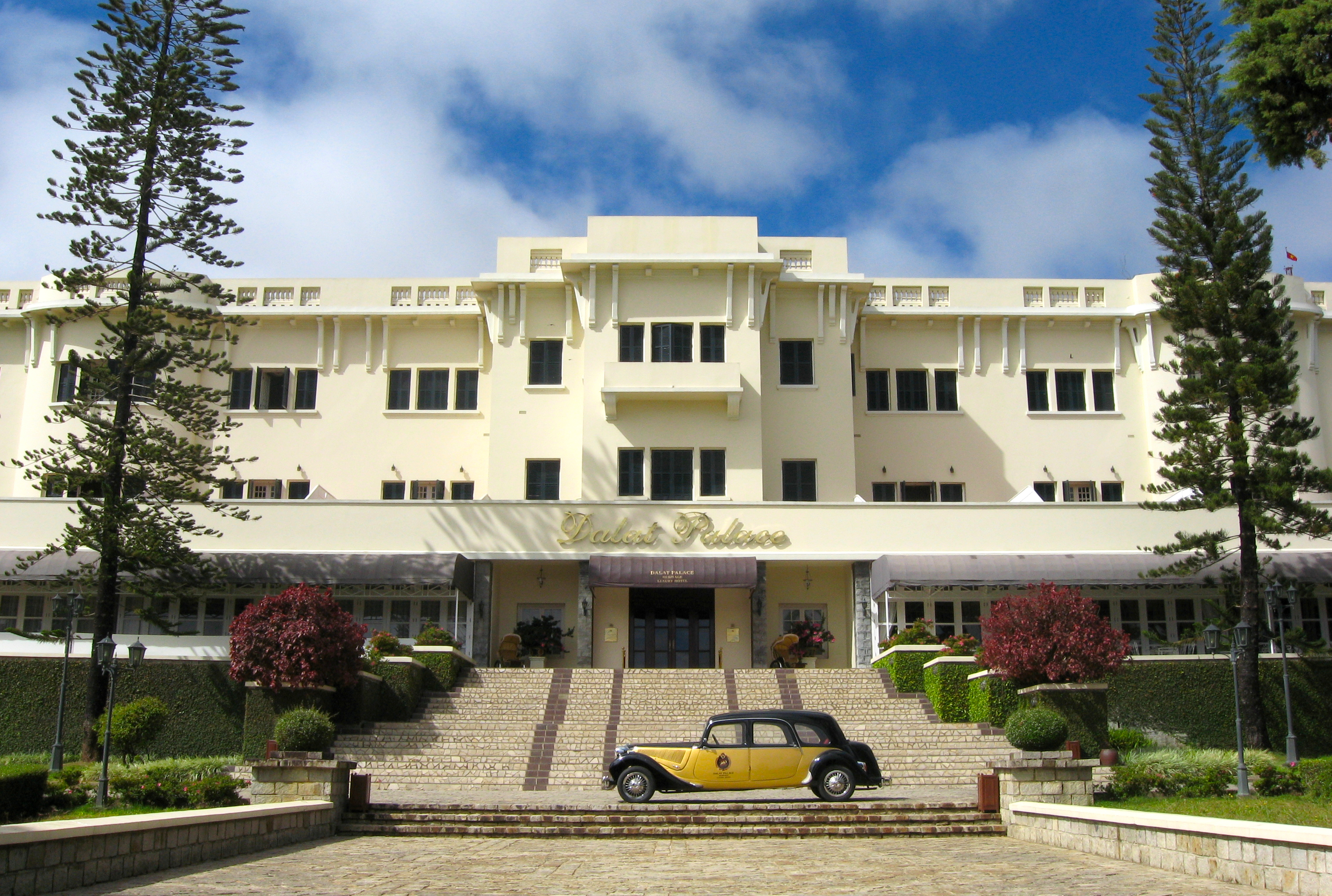
El Hotel Dalat Palace en Đà Lạt.

### Camboya
- En Nom Pen:
  - Mercado central de Nom Pen
  - Estación de tren real
  - Hotel Le Royal
  - Biblioteca Nacional de Camboya
  - Villa Pintoresca[6]
  - Villa Unesco Sino-Khmer

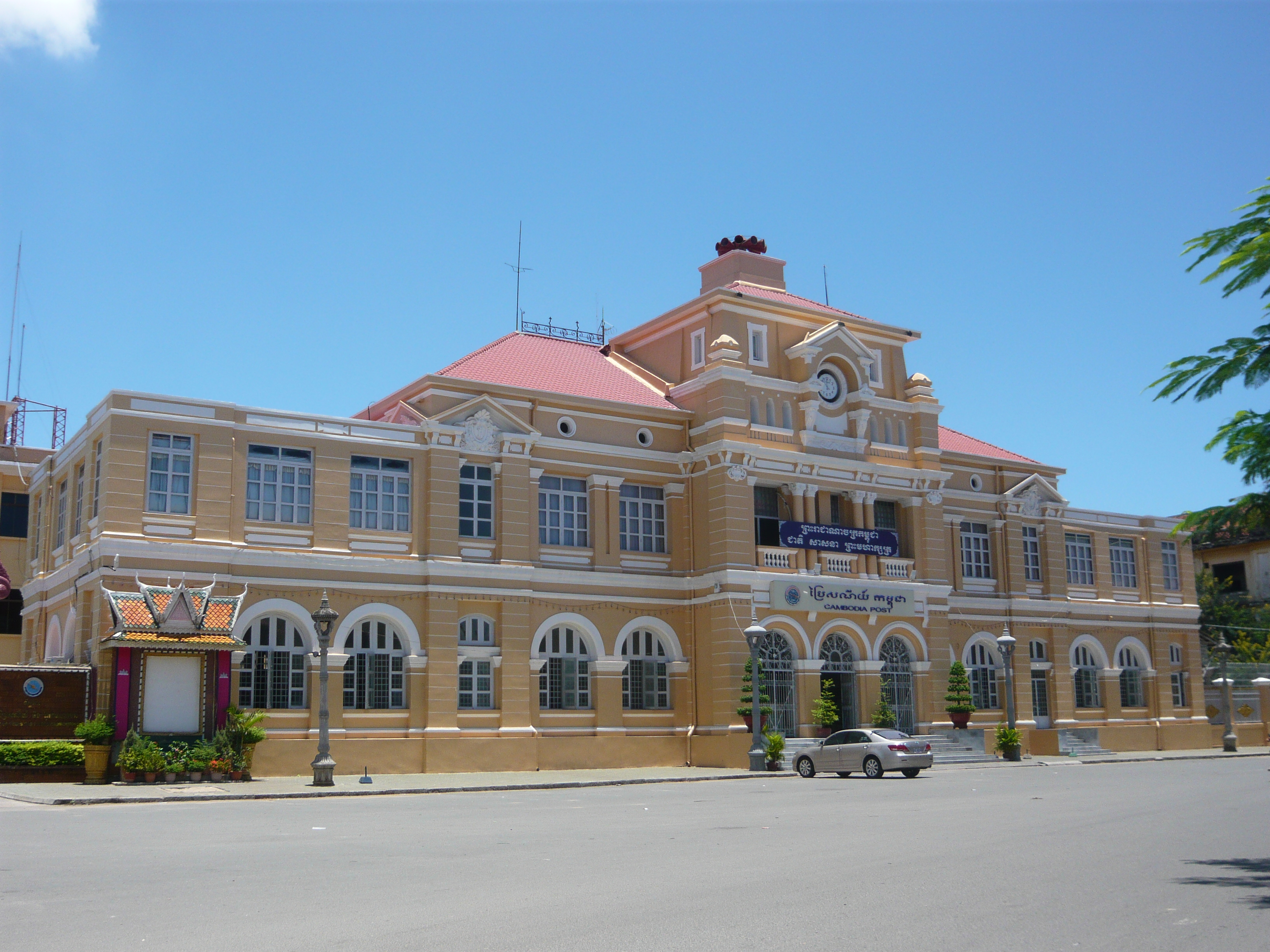
La Oficina de correos de Nom Pen.
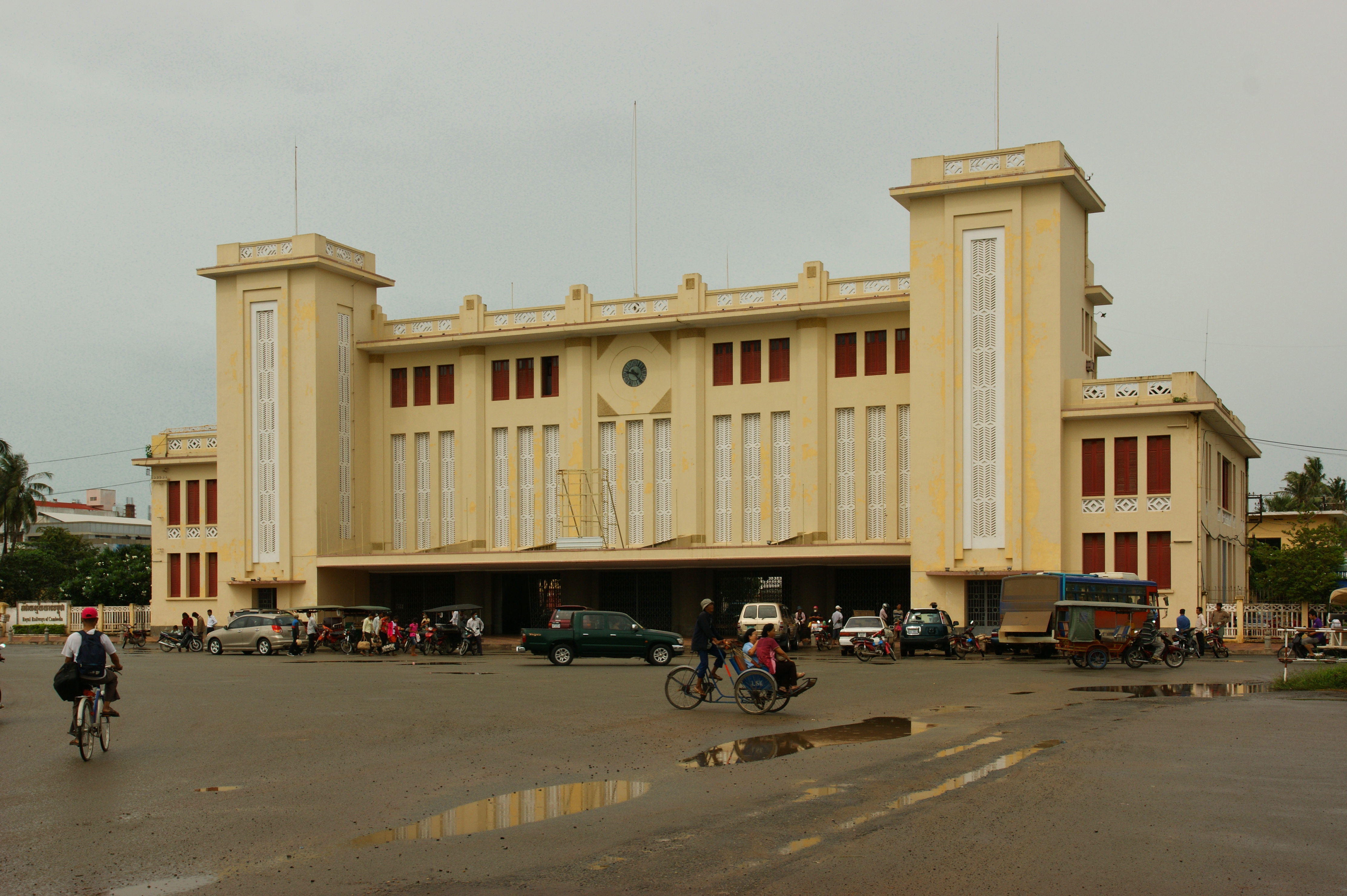
Estación de tren real de Nom Pen.
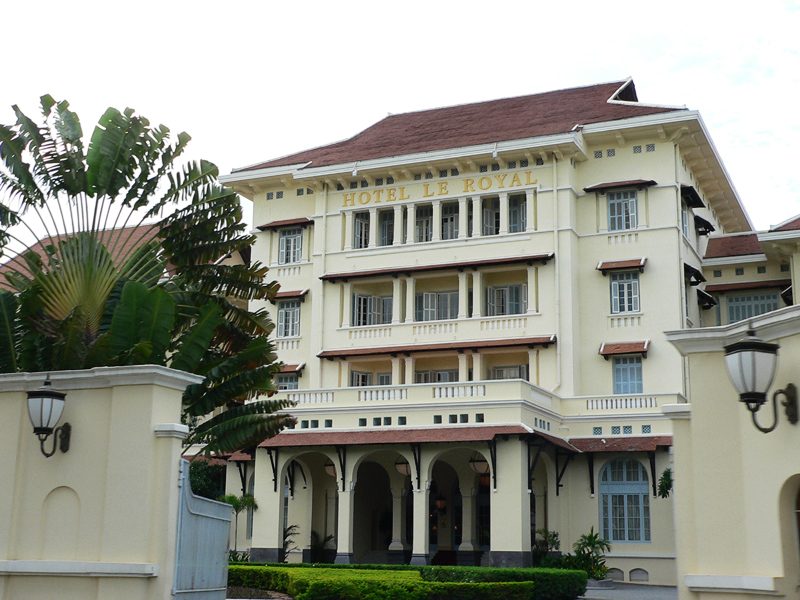
El Hotel Le Royal en Nom Pen.
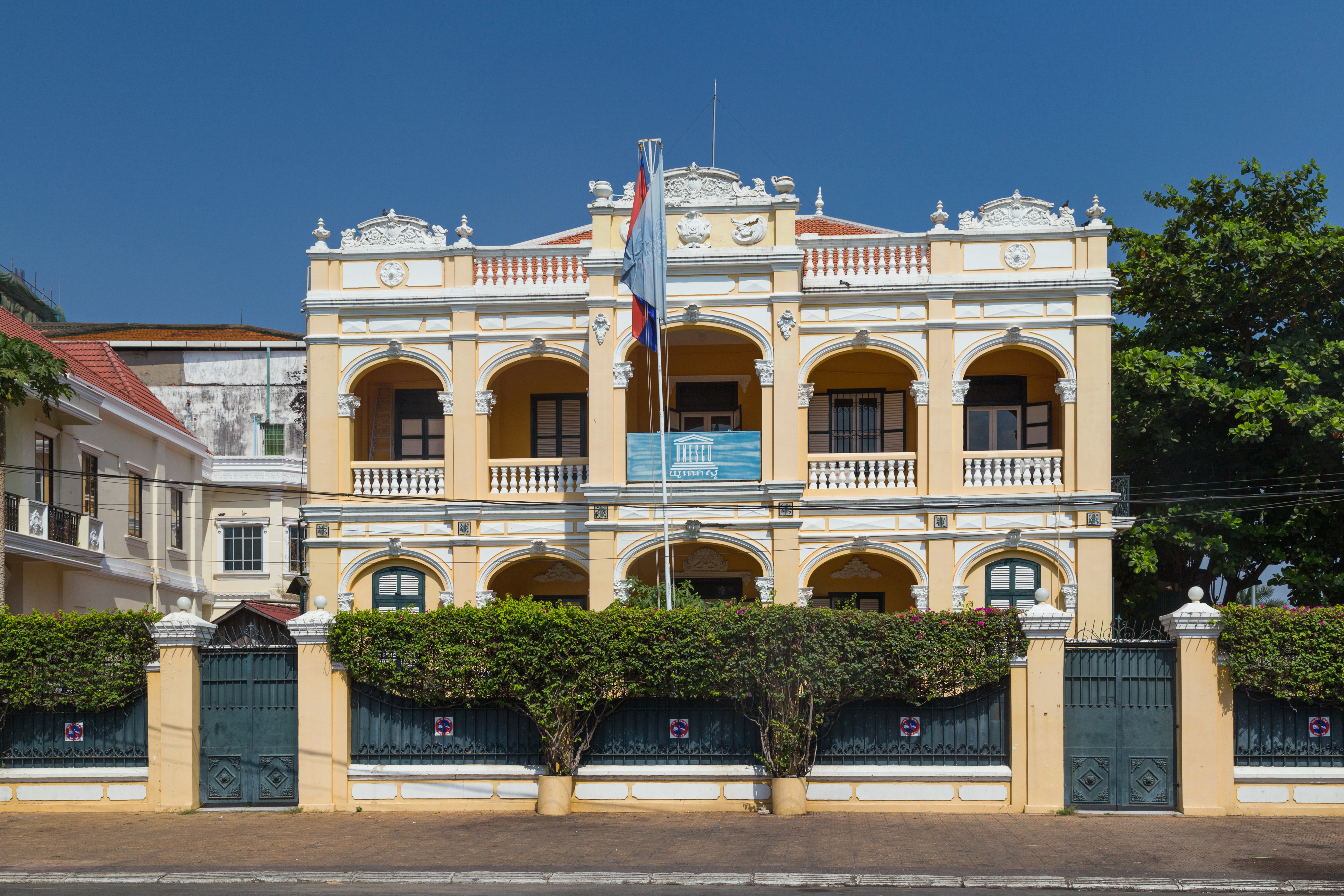
Oficina de la UNESCO en Nom Pen.
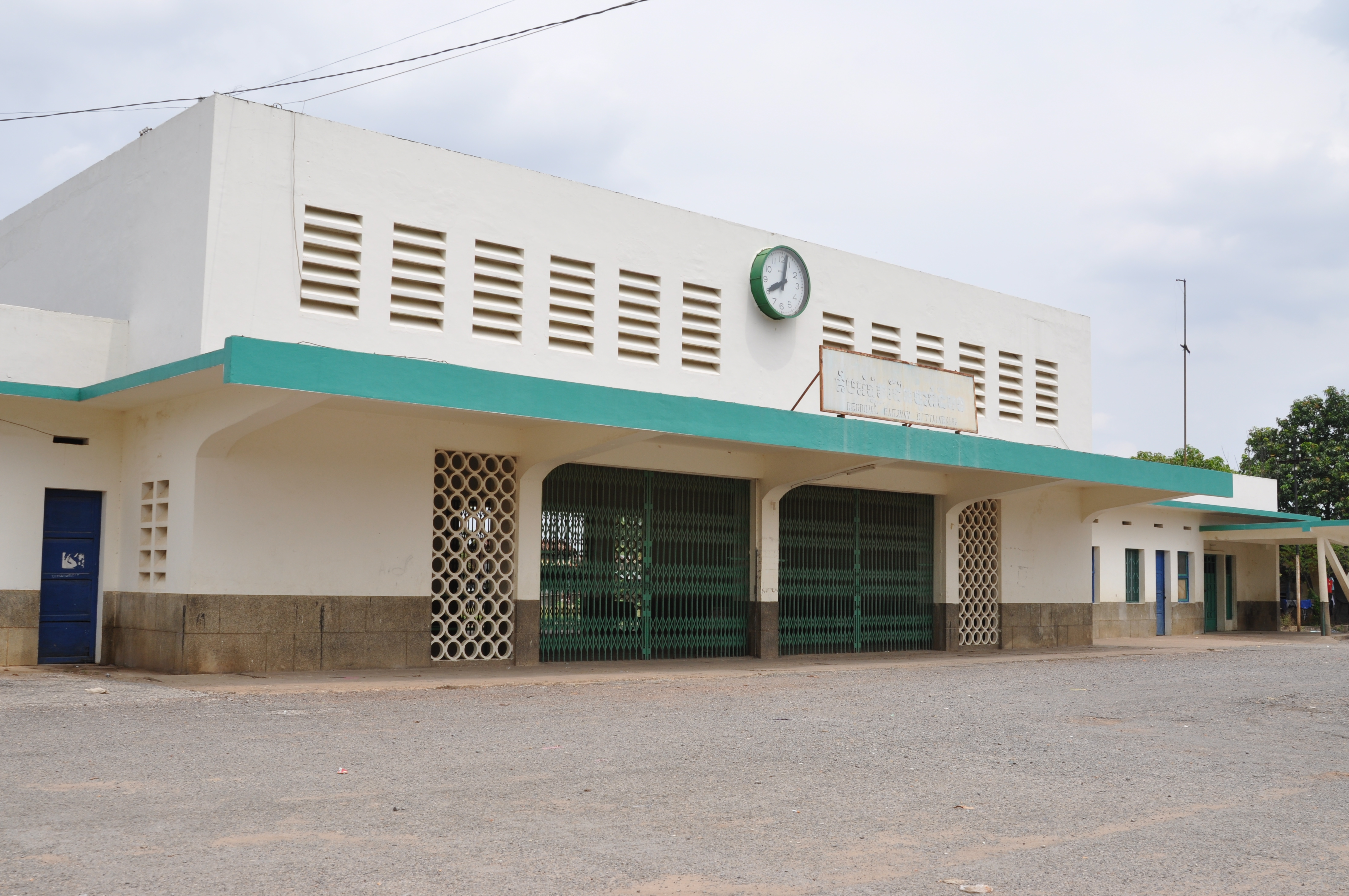
Estación de tren en la Provincia de Battambang.
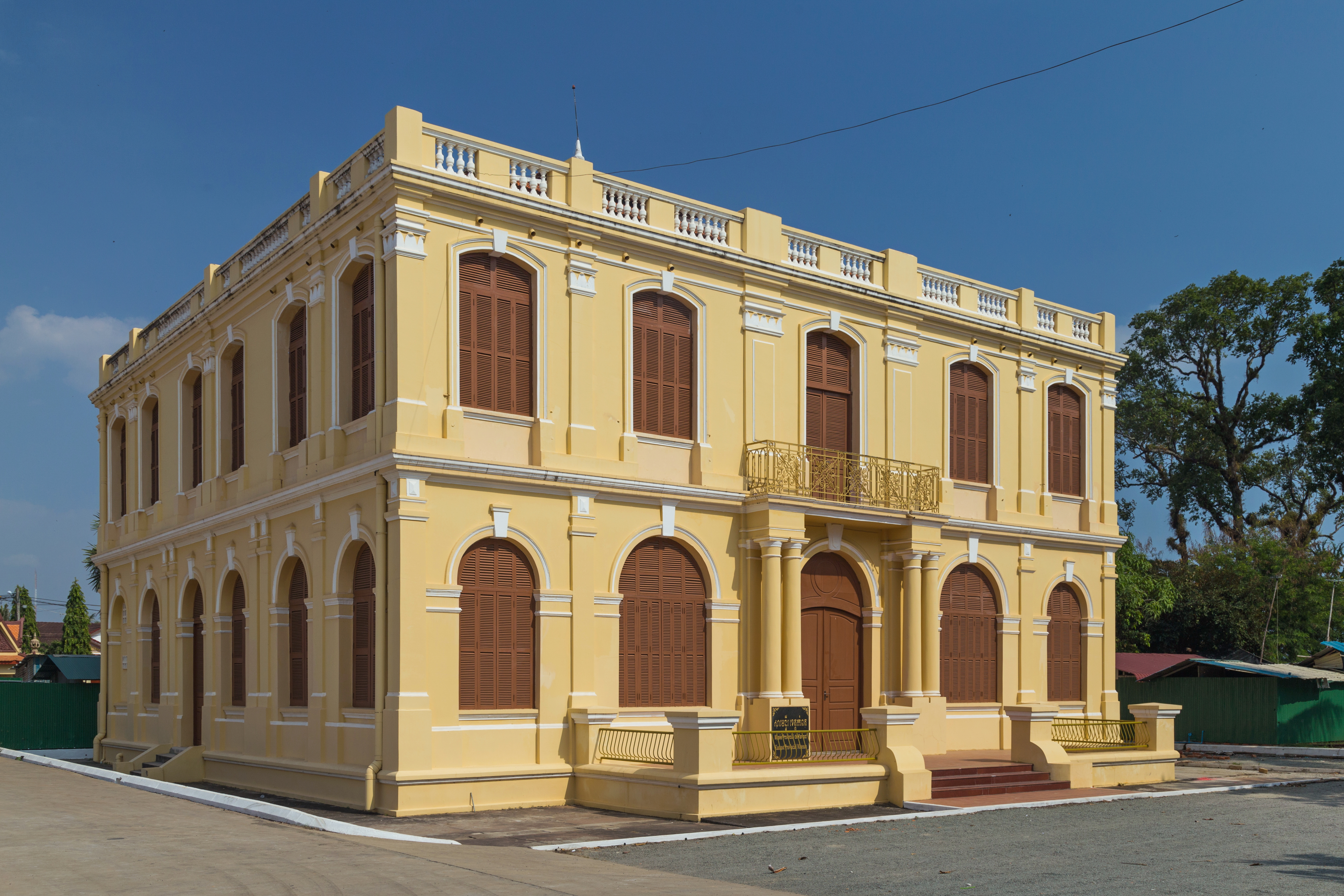
Edificio colonial francés en la Provincia de Kompot.

## En África

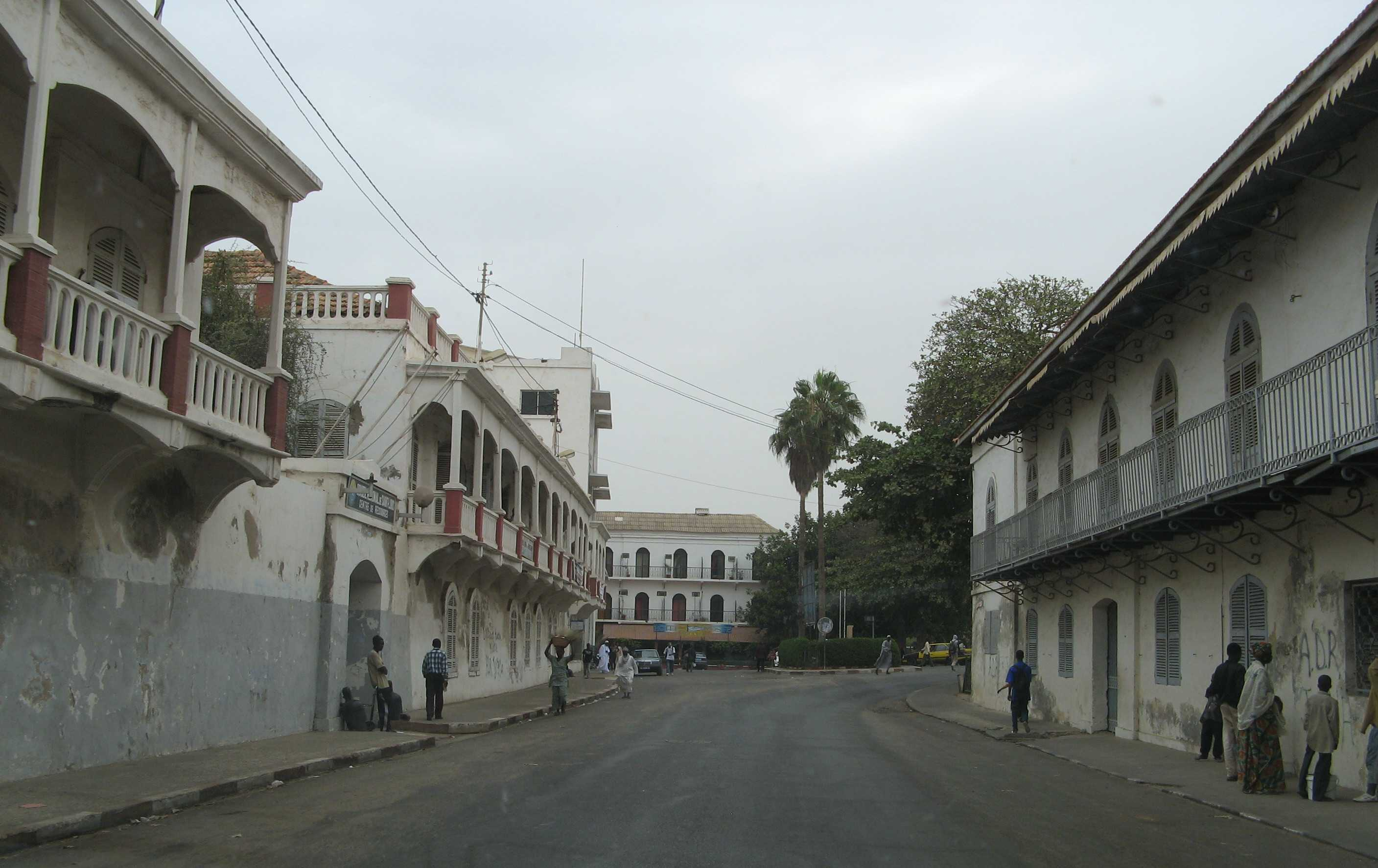
Casas coloniales en Saint-Louis de Senegal.

### África del Norte
La arquitectura colonial francesa del siglo XIX y principios del siglo XX es típica de los distritos europeos de la mayoría de las ciudades argelinas y tunecinas, así como de Casablanca en Marruecos. A mediados del siglo XX, Argelse convirtió en un importante centro de arquitectura modernista.

### África occidental
La arquitectura colonial francesa se encuentra en muchas ciudades grandes y medianas de África Occidental, con una concentración particularmente significativa en la antigua capital, Saint-Louis en Senegal.

### África central
En el África Central, la ciudad de Brazzaville tiene la mayoría de edificios coloniales franceses de toda la región.